# Liste der Orchesterwerke von Johann Strauss (Sohn)
Die Liste der Orchesterwerke  von Johann Strauss (Sohn) ist ein Verzeichnis der im Druck erschienenen  Kompositionen (ohne Bühnenwerke) von Johann Strauss (Sohn).
Vorbemerkung: Die Schreibweise der Werktitel folgt im Wesentlichen der Schreibweise auf den Titelblättern der jeweiligen Erstausgaben und weicht daher u. U. von anderen oder bekannteren Schreibweisen ab, wobei eine Revision im Einzelfall möglich sein kann. Die op.-Zählung verwendet die allgemein bekanntere "Wiener Zählung".
Ab dem Beginn des ersten Russlandaufenthaltes von Johann Strauss (Sohn) im Jahr 1856 haben dessen russische Verleger (v. a. A. Büttner in St. Petersburg) eine z. T. abweichende Zählung verwendet. Ebenfalls erschienen seine Werke in Russland u. U. mit veränderten Titeln.

## Walzer

### Walzer mit Opuszahlen
- Sinngedichte op. 1 (1844)
- Gunstwerber op. 4 (1844)
- Serail-Tänze op. 5 (1844)
- Die jungen Wiener op. 7 (1845)
- Faschings-Lieder op. 11 (1845)
- Jugend-Träume op. 12 (1845)
- Sträusschen op. 15 (1845)
- Berglieder op. 18 (1845)
- Lind-Gesänge op. 21 (1846), der schwedischen Opernsängerin Jenny Lind zugeeignet
- Die Oesterreicher  op. 22  (1845)
- Zeitgeister op. 25 (1846)
- Die Sanguiniker op. 27 (1846)
- Die Zillerthaler op. 30 (1846)
- Irenen-Walzer op. 32 (1847)
- Die Jovialen op. 34 (1846)
- Architecten-Ball-Tänze op. 36 (1847)
- Sängerfahrten op. 41 (1847), gewidmet dem Wiener Männergesang-Verein
- Wilde Rosen op. 42 (1847)
- Ernte-Tänze op. 45 (1847)
- Dorfgeschichten op. 47 (1847)
- Klänge aus der Walachei op. 50 (1848)
- Freiheits-Lieder op. 52 (1848)
- Burschen-Lieder op. 55 (1848)
- Neue Steierische Tänze op. 61 (1848)
- Einheits-Klänge op. 62 (1849)
- Fantasiebilder op. 64 (1849)
- D’Woaldbuama op. 66 (1849)
- Aeols-Töne op. 68 (1849)
- Die Gemüthlichen op. 70 (1850)
- Frohsinns-Spenden op. 73 (1850)
- Lava-Ströme op. 74 (1850), geschrieben für den „Ball im Vesuv“ im Sofiensaal
- Maxing-Tänze op. 79 (1850), komponiert zum 18. Geburtstag von Erzherzog Ferdinand Maximilian (1832–1867)
- Luisen Sympathie Klänge op. 81 (1850) Dieser Walzer heißt tatsächlich so. Die Leerzeichen gehören zum korrekten Titel.
- Johannis-Käferln op. 82 (1850)
- Heimaths-Kinder op. 85 (1850)
- Aurora-Ball-Tänze op. 87 (1851), komponiert für einen Ball der Winer Künstler Vereinigung Aurora.
- Hirten-Spiele op. 89 (1850)
- Orakel-Sprüche op. 90 (1851)
- Rhadamantus-Klänge op. 94 (1851)
- Idyllen op. 95 (1851)
- Gambrinus-Tänze op. 97 (1851)
- Frauenkäferln op. 99 (1851)
- Mephisto’s Höllenrufe op. 101 (1851)
- Windsor-Klänge op. 104 (1852) gewidmet der Königin Viktoria von Großbritannien.
- Fünf Paragraphe aus dem Walzer-Codex op. 105 (1852) Gewidmet den Jurastudenten der Universität Wien
- Die Unzertrennlichen op. 108 (1852)
- Liebeslieder op. 114 (1852)
- Lockvögel op. 118 (1852)
- Volkssänger op. 119 (1852)
- Phönix-Schwingen op. 125 (1853)
- Solon-Sprüche op. 128 (1853)
- Wiener Punch-Lieder op. 131 (1853), gewidmet dem österreichischen Schriftsteller Moritz Gottlieb Saphir
- Vermählungs-Toaste op. 136 (1853), gewidmet dem späteren König Prinz Albert von Sachsen zur Hochzeit mit Carola von Wasa-Holstein-Gottorp
- Knallkügerln op. 140 (1853)
- Wellen und Wogen op. 141 (1853)
- Schnee-Glöckchen op. 143 (1854), gewidmet der Pianistin Gräfin Maria Kalergis-Muchanow, geb. Nesselrode (1822–1874)
- Novellen op. 146, (1854) Gewidmet den Jura Studenten der Universität Wien.
- Schallwellen op. 148 (1854) Gewidmet den techn. Studenten der Universität Wien
- Ballg’schichten op. 150 (1854)
- Myrthen-Kränze op. 154 (1854), geschrieben zur Hochzeit von Kaiser Franz Joseph I. mit Elisabeth von Bayern (genannt Sisi)
- Nachtfalter op. 157 (1855)
- Panacea-Klänge op. 161 (1855) Gewidmet den Medizinstudenten der Universität Wien
- Glossen op. 163 (1855) Gewidmet den Jurastudenten der Universität Wien
- Sirenen op. 164 (1855)
- Man lebt nur einmal op. 167 (1855)
- Freuden-Salven op. 171 (1855)  Geschrieben anlässlich der Rückkehr von Kaiser Franz Josef von einer Reise nach Galizien.
- Gedanken auf den Alpen op. 172 (1855), gewidmet Herzog Max Joseph in Bayern, Förderer der bayerischen Volksmusik
- Erhöhte Pulse op. 175 (1856) Gewidmet den Medizinstudenten der Universität Wien.
- Juristenball-Tänze op. 177 (1856) Gewidmet den Jurastudenten der Universität Wien.
- Abschieds-Rufe op. 179 (1856), gewidmet dem österreichisch-ungarischen Komponisten Franz Liszt
- Libellen-Walzer op. 180 (1856) Gewidmet den techn. Studenten der Universität Wien.
- Großfürstin Alexandra-Walzer op. 181 (1856), gewidmet der russischen Großfürstin Alexandra Iosifowna
- Krönungslieder op. 184 (1856), gewidmet der russischen Kaiserin Marija Alexandrowna
- Paroxysmen op. 189 (1857) Gewidmet den Medizinstudenten der Universität Wien.
- Controversen op. 191 (1857) Gewidmet den Jurastudenten der Universität Wien.
- Wien, mein Sinn! op. 192 (1857)
- Phänomene op. 193 (1857) Gewidmet den technischen Studenten der Universität Wien
- Telegrafische Depeschen op. 195 (1857), in der russischen Edition gewidmet Johann Promberger (1810–1890)
- Souvenir de Nizza op. 200 (1857)
- Vibrationen op. 204 (1858) Gewidmet den Medizinstudenten der Universität Wien
- Die Extravaganten op. 205 (1858)
- Cycloiden op. 207 (1858) Gewidmet den techn. Studenten der Universität Wien.
- Jux-Brüder op. 208 (1858)
- Spiralen op. 209 (1858)
- Abschied von St Petersburg op. 210 (1858)
- Gedankenflug op. 215 (1858)
- Hell und voll op. 216 (1859) Gewidmet den Medizinstudenten der Universität Wien.
- Irrlichter op. 218 (1859) Gewidmet den Ingenieurstudenten der Universität Wien.
- Deutsche op. 220 (1859)
- Promotionen op. 221 (1859) Gewidmet den Jurastudenten der Universität Wien
- Schwungräder op. 223 (1859) Gewidmet den Ingenieurstudenten der Universität Wien.
- Reiseabenteuer op. 227 (1859)
- Lebenswecker op. 232 (1860) Gewidmet den Medizinstudenten der Universität Wien.
- Sentenzen op. 233 (1860)  Gewidmet den Jurastudenten der Universität Wien
- Accelerationen op. 234 (1860), geschrieben für den Ingenieurstudenten-Ball im Sofiensaal und gewidmet den Ingenieurstudenten in Wien
- Immer heiterer op. 235 (1860)
- Thermen op. 245 (1861), geschrieben für den Medizinstudenten-Ball im Sofiensaal und gewidmet den Medizinstudenten in Wien
- Grillenbanner, Walzer (im Ländlerstil) op. 247 (1861), gewidmet dem österreichischen Generalmajor Prinz Leopold von Sachsen-Coburg und Gotha
- Wahlstimmen op. 250 (1861) Gewidmet den Jurastudenten der Universität Wien
- Klangfiguren op. 251 (1861) gewidmet den techn. Studenten der Universität Wien
- Dividenden op. 252  (1861)
- Schwärmereien, Konzertwalzer op. 253 (1861), gewidmet dem russischen Komponisten Anton Rubinstein
- Die ersten Curen op. 261 (1862) Gewidmet den Medizinstudenten der Universität Wien.
- Colonnen op. 262 (1862) Gewidmet den Jurastudenten der Universität Wien.
- Patronessen op. 264 (1862)
- Motoren  op. 265 (1862) Gewidmet den techn. Studenten der Universität Wien.
- Concurrenzen op. 267 (1862)
- Wiener Chronik op. 268 (1862)
- Carnevals-Botschafter op. 270 (1862)
- Leitartikel op. 273 (1863), geschrieben für den Concordia-Ball im Sofiensaal und gewidmet dem Presseclub Concordia
- Morgenblätter op. 279 (1864), ein Jahr später für den gleichen Anlass und mit derselben Widmung geschrieben
- Studentenlust op. 285 (1864), gewidmet den Patronessen des Studenten-Balls im Redoutensaal
- Aus den Bergen op. 292 (1864), gewidmet dem österreichischen Musikkritiker Eduard Hanslick
- Feuilleton op. 293 (1865), Anlass und Widmung wie in opp. 273 und 279
- Bürgersinn op. 295 (1865), gewidmet dem Repräsentativ-Komitee des Bürger-Balls im Redoutensaal
- Hofball-Tänze op. 298 (1865), geschrieben für den Hofball in der Hofburg und gewidmet dem Kaiser von Russland Alexander II.
- Flugschriften op. 300 (1865), Anlass und Widmung wie in opp. 273, 279 und 293
- Bürgerweisen op. 306, Anlass und Widmung wie in op. 295
- Wiener Bonbons op. 307 (1866), gewidmet der österreichischen Salonnière Fürstin Pauline von Metternich
- Feen-Märchen op. 312 (1866)
- An der schönen blauen Donau op. 314 (1867)
- Künstlerleben op. 316 (1867), geschrieben für den Hesperus-Ball im Dianasaal und gewidmet dem Hesperus-Ball-Komitee
- Telegramme op. 318 (1867), Anlass und Widmung wie in opp. 273, 279, 293 und 300
- Die Publicisten op. 321 (1868), selbiges wie oben
- Geschichten aus dem Wienerwald op. 325 (1868), gewidmet dem Prinzen und General Konstantin zu Hohenlohe-Schillingsfürst
- Erinnerung an Covent-Garden op. 329 (1867), uraufgeführt daselbst
- Illustrationen op. 331 (1869), Anlass und Widmung wie in opp. 273, 279, 293, 300 und 321
- Wein, Weib und Gesang op. 333 (1869), gewidmet dem österreichischen Dirigenten Johann von Herbeck
- Königslieder op. 334 (1869), gewidmet der Österreichischen Gartenbau-Gesellschaft und König Luís I. von Portugal (1838–1889)
- Freuet euch des Lebens op. 340 (1870), gewidmet der Gesellschaft der Musikfreunde in Wien und 1873 dem – abgedankten – König von Spanien Amadeus I.
- Neu-Wien op. 342 (1870), gewidmet dem Förderer des Musiklebens in Wien Nikolaus Dumba
- Tausend und eine Nacht op. 346 (1871) basierend auf seiner Operette Indigo und die 40 Räuber
- Wiener Blut op. 354 (1873), auch enthalten in der Operette Wiener Blut (1899), geschrieben für den Ball der Hofoper im Wiener Musikverein und gewidmet dem König von Dänemark Christian IX.
- Carnevalsbilder Walzer, op. 357 (1873), basierend auf seiner Operette der Karneval in Rom
- Bei uns z’Haus, Walzer für Männerchor und Orchester op. 361 (1873), gewidmet der Mäzenin Fürstin Marie zu Hohenlohe-Schillingsfürst
- Wo die Citronen blüh’n! op. 364 (1874), uraufgeführt im Teatro Regio in Turin
- Du und Du op. 367 (1874), basierend auf Themen aus der Operette Die Fledermaus
- Cagliostro-Walzer op. 370 (1875), basierend auf seiner Operette Cagliostro in Wien
- O schöner Mai! op. 375 (1877) basierend auf seiner Operette Prinz Methusalem
- Kennst du mich? op. 381 (1878) basierend auf seiner Operette  Blinde Kuh
- Ins Centrum op. 387 (1880)
- Rosen aus dem Süden op. 388 (1880), basierend auf seiner Operette Das Spitzentuch der Königin und gewidmet dem König von Italien Humbert I.
- Nordseebilder op. 390 (1880)
- Myrthenblüthen, Walzer für Männerchor und Orchester op. 395 (1881), gewidmet dem Kronprinzen Rudolf von Österreich-Ungarn und seiner Gemahlin Prinzessin Stephanie von Belgien
- Kuß-Walzer op. 400 (1882), gewidmet seiner zweiten Frau Angelika, geb. Dittrich (1850–1919); nach der Scheidung im selben Jahre wurde die Widmung entfernt
- Italienischer Walzer op. 407 (1881) nach Motiven der Operette Der lustige Krieg
- Frühlingsstimmen op. 410 (1883)
- Lagunen-Walzer op. 411 (1883) basierend auf der Operette Eine Nacht in Venedig
- Schatz-Walzer op. 418 (1885) basierend auf der Operette Der Zigeunerbaron
- Wiener Frauen op. 423 (1886), uraufgeführt in Sankt Petersburg, Wiener Erstaufführung 1887 beim Concordia-Ball im Sofiensaal
- Adelen-Walzer op. 424 (1886), gewidmet seiner dritten Frau Adele, geb. Deutsch (1856–1930)
- Donauweibchen op. 427 (1887), basierend auf seiner Operette Simplicius
- Kaiser Jubiläum. Jubel-Walzer op. 434 (1888), uraufgeführt am 2. Dezember im Musikverein zum 40-jährigen Thronjubiläum von Kaiser Franz Joseph I.
- Sinnen und Minnen op. 435 (1888), gewidmet der Königin von Rumänien Elisabeth zu Wied
- Kaiser-Walzer op. 437 (1888)
- Rathausball-Tänze op. 438 (1890), uraufgeführt in Neuen Wiener Rathaus und gewidmet der Stadt Wien
- Groß-Wien, Walzer für Männerchor und Orchester op. 440 (1891), gewidmet Erzherzog Karl Ludwig von Österreich
- Pásmán-Walzer (1892), basierend auf seiner Oper Ritter Pásmán (op. 441)
- Seid umschlungen Millionen op. 443 (1892, uraufgeführt 1893), gewidmet dem Komponisten Johannes Brahms
- Märchen aus dem Orient op. 444 (1892), gewidmet dem Sultan des Osmanischen Reiches Abdülhamid II.
- Ninetta-Walzer op. 445 (1893) Nach Motiven aus der Operette Fürstin Ninetta
- Hochzeitsreigen op. 453 (1893), gewidmet Prinzessin Marie Louise von Bourbon-Parma zu ihrer Hochzeit mit Fürst Ferdinand I., dem späteren König von Bulgarien
- Ich bin dir gut! op 455 (1894) Nach Motiven der Operette Jabuka
- Gartenlaube-Walzer op. 461 (1895), gewidmet den Lesern der Zeitschrift Die Gartenlaube
- Klug Gretelein op. 462 (1895), geschrieben zum 25-jährigen Jubiläum des Wiener Musikvereins
- Trau, schau, wem! op. 463 (1895), basierend auf seiner Operette Waldmeister und gewidmet dem deutschen Maler Franz von Lenbach
- Heut’ ist heut’’ op. 471 (1897), basierend auf seiner Operette Die Göttin der Vernunft und gewidmet dem Porträtmaler Leopold Horovitz
- An der Elbe op. 477 (1897), sein letzter Walzer

### Walzer ohne Opus-Nummer
- Abschieds-Walzer (in F) (Nachgelassener Walzer Nr. 1)
- Ischler Walzer (in A) (Nachgelassener Walzer Nr. 2)
- Odeon-Walzer (Nachgelassener Walzer Nr. 3)
- Nachgelassener Walzer Nr. 4
- Erster Gedanke von Johann Strauß (Salmannsdorf August 1831)
- Altdeutscher Walzer
- Pásmán-Walzer
- Eva-Walzer
- Walzer-Bouquet No 1
- Jubilee-Waltz
- Strauss’ Autograph Waltzes*
- Strauss’ Engagement Waltzes*
- Strauss’ Centennial Waltzes*
- Strauss’ Enchantement Waltz*
- Colliseum Waltzes*
- Farewell to America Waltz*
- Greeting to America Waltz*
- New York Herald Waltz
- Sounds from Boston Waltzes*
- Manhattan-Waltzes (Bis auf die Coda identisch mit dem Walzer-Bouquet No. 1)
- *= Urheberschaft von Strauss ist zweifelhaft.

## Polkas

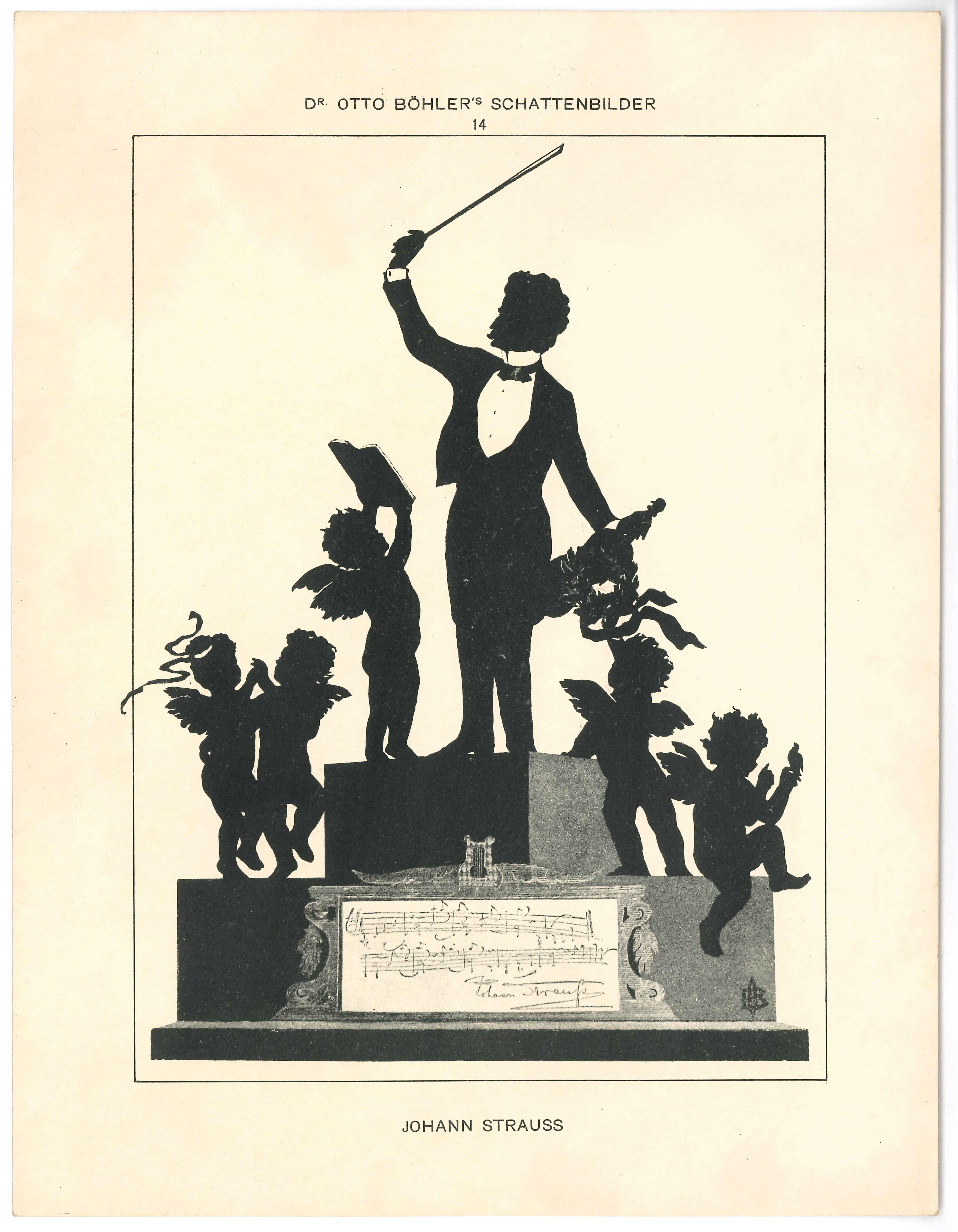
Schattenbild von Otto Böhler

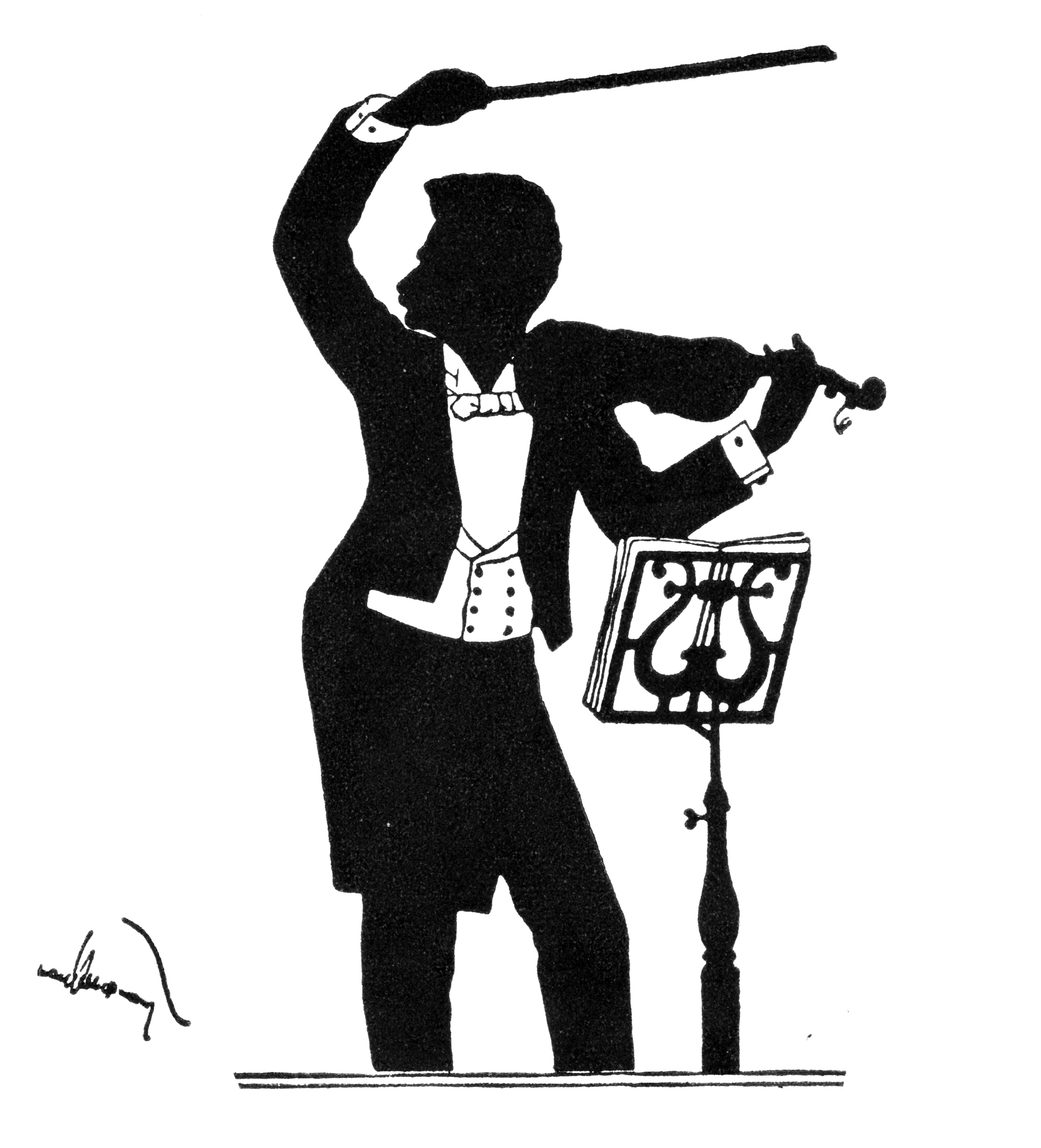
Schattenbild von Hans Schließmann

- Herzenslust op. 3 (1844), uraufgeführt bei seinem ersten Konzert mit eigenen Werken am 15. Oktober in Dommayers Casino
- Amazonen-Polka op. 9 (1845)
- Czechen-Polka op. 13 (1845) uraufgeführt im Sperl
- Jux-Polka op. 17 (1846), geschrieben für den Industrie-Ball in Goldenen Strauss in der Josefstadt
- Fidelen-Polka op. 26 (1846)
- Hopser-Polka op. 28 (1846)
- Bachus-Polka op. 38 (1847)
- Explosions-Polka op. 43 (1847)
- Liguorianer-Seufzer-Polka Scherz-Polka op. 57 (1848), uraufgeführt in der Blauen Flasche
- Geisselhiebe-Polka op. 60 (1848)
- Scherz-Polka op. 72 (1849)
- Heiligenstädter Rendez-vous-Polka op. 78 (1850), uraufgeführt im Kugler-Park, heute Heiligenstädter Park
- Heski-Holki-Polka op. 80 (1850) [hezky holki (tschechisch) = Hübsche Mädchen]
- Warschauer Polka op. 84 (1850)
- Herrmann-Polka op. 91 (1851)
- Vöslauer Polka op. 100 (1851)
- Albion-Polka op. 102 (1851), gewidmet Prinz Albert von Sachsen-Coburg und Gotha, späterer britischer Prinzgemahl
- Harmonie-Polka op. 106 (1852)
- Electro-magnetische-Polka op. 110 (1852), gewidmet den Wiener Ingenieurstudenten
- Blumenfest-Polka op. 111 (1852)
- Annen-Polka op. 117 (1852),[3] gewidmet der Maria Anna, Kaiserin von Österreich.
- Zehner-Polka op. 121 (1852)
- Satanella-Polka op. 124 (1853), geschrieben für den Satanella-Ball im Sofiensaal
- Freuden-Gruß-Polka op. 127 (1853)
- Aesculap-Polka op. 130 (1853), gewidmet den Wiener Medizinstudenten
- Veilchen-Polka op. 132 (1853)
- Tanzi-Bäri-Polka op. 134 (1853), gewidmet der Gräfin Julia Batthyány, geborene Gräfin von Apraxin
- Neuhauser-Polka op. 137 (1853)
- Pepita-Polka op. 138 (1853)
- Wiedersehen-Polka op. 142 (1853)
- La Viennoise-Polka -Mazurka op. 144 (1854)
- Bürgerball-Polka op. 145 (1854)
- Musen-Polka op. 147 (1854)
- Elisen-Polka Polka française op. 151 (1854)
- Haute volée-Polka op. 155 (1854), geschrieben zur Feier des 24. Geburtstages von Kaiser Franz Joseph I.
- Schnellpost-Polka op. 159 (1854)
- Ella-Polka op. 160 (1855)
- Souvenir-Polka op. 162 (1855)
- Aurora-Polka op. 165 (1855), geschrieben für den Aurora-Ball im Sperl
- Leopoldstädter Polka op. 168
- Nachtveilchen Polka-Mazurka op. 170 (1855)
- Marie Taglioni-Polka op. 173
- Le Papillon-Polka -Mazurka op. 174 (1855)
- Armen-Ball-Polka op. 176 (1856), geschrieben für den Armen-Ball in Schwenders Colosseum
- Sans-souci-Polka op. 178 (1856)
- L’Inconnue Polka française op. 182 (1856)
- Demi-Fortune-Polka -française op. 186 (1857), geschrieben für den Künstler-Ball im Sperl
- Une Bagatelle-Polka -Mazur op. 187 (1857), geschrieben für den Aurora-Ball im Sperl
- Herzel-Polka op. 188 (1857), geschrieben für den Wohltätigkeitsball im Sperl
- Etwas Kleines Polka française op. 190 (1857)
- Olga-Polka op. 196 (1857), gewidmet der Erzherzogin Olga Fjodorowna von Baden (1839–1891)
- Spleen-Polka Polka-Mazur op. 197 (1857)
- Alexandrine-Polka op. 198 (1857), Uraufführung in Pawlowsk, Wiener Erstaufführung im Gasthaus Zum Großen Zeisig am Spittelberg
- L’Enfantillage-Polka (Zäpperl Polka) op. 202 (1858), geschrieben für den Wohltätigkeitsball im Sofiensaal
- Hellenen-Polka (schnell) op. 203 (1858), geschrieben für den Griechen-Ball im Sperl und gewidmet der Maria Freiin von Sina zu Hodos und Kizdia
- Concordia-Polka -Mazur op. 206 (1858), geschrieben für den Protestanten-Ball im Redoutensaal
- Champagner-Polka (Musikalischer Scherz) op. 211 (1858), gewidmet Carl Freiherr von Bruck
- Bonbon-Polka (française) op. 213 (1858)
- Tritsch-Tratsch-Polka op. 214 (1858)
- La Favorite-Polka  (française) op. 217 (1858)
- Auroraball-Polka (française) op. 219 (1859)
- Nachtigall-Polka op. 222 (1859), uraufgeführt in Ungers Casino, der ersten Wiener Singspielhalle
- Gruß an Wien Polka française op. 225 (1859), uraufgeführt im Volksgarten
- Der Kobold Polka-Mazur op. 226 (1859)
- Niko-Polka op. 228 (1859), gewidmet Niko Dadiani, Fürst von Mingrelien (1847–1903)
- Jäger-Polka Polka française op. 229 (1859) komponiert und uraufgeführt in Pawlowsk in Russland.
- Kammerball-Polka op. 230
- Drollerie-Polka op. 231
- Taubenpost Polka française op. 237
- Die Pariserin Polka française op. 238
- Polka-Mazurka champêtre Polka Mazurka op. 239
- Maskenzug-Polka Polka française op. 240
- Fantasieblümchen Polka Mazurka op. 241
- Bijoux-Polka française op. 242
- Diabolin-Polka op. 244
- Rokonhangok (Sympathieklänge) Polka française op. 246 (1861), geschrieben für den Ungarische-Studenten-Ball im Dianasaal und gewidmet der ungarischen, in Wien studierenden Jugend; heute zumeist als Sympathienklänge bezeichnet
- Camelien-Polka (schnell) op. 248 (1861), geschrieben für den Camelien-Ball im Dianasaal
- Hesperus-Polka op. 249 (1861)
- Secunden-Polka (française) op. 258 (1861), gewidmet Joseph Hellmesberger senior
- Furioso-Polka (quasi Galopp) op. 260 (1861)
- Studenten-Polka française op. 263 (1862), geschrieben für den Studentenball im Redoutensaal und gewidmet den Studenten in Wien
- Lucifer-Polka (schnell) op. 266
- Demolirer-Polka française op. 269
- Bluette op. 271 (1862), geschrieben für den Maskenball vor dem St.-Katharinen-Tag, dem Kathreintanz im Redoutensaal, und gewidmet seiner ersten Frau Henriette Strauss
- Patrioten-Polka op. 274
- Bauern-Polka française op. 276
- Invitation a la Polka-Mazur op. 277
- Neues Leben Polka française op. 278 (1863)
- Juristenball-Polka (schnell) op. 280
- Vergnügungszug Polka (schnell) op. 281 (1864), geschrieben für den Ball der Industrie-Gesellschaften im Redoutensaal
- Gut bürgerlich française op. 282
- Patronessen-Polka française op. 286
- Newa-Polka (française) op. 288 (1864), uraufgeführt in Pawlowsk, aber gewidmet der Königin von Spanien Isabella II.
- ’s gibt nur a Kaiserstadt, ’s gibt nur a Wien Schnellpolka op. 291
- Proceß-Polka (schnell) op. 294 (1865), geschrieben für den Jus-Studenten-Ball im Redoutensaal und gewidmet den Jus-Studenten in Wien
- Episode-Polka (française) op. 296 (1865), gewidmet dem Repräsentativ-Komitee des Studentenballs
- Electrofor-Polka op. 297, geschrieben für den Ingenieurstudenten-Ball im Redoutensaal und gewidmet den Ingenieurstudenten in Wien
- Kreuzfidel op. 301 (1865)
- Die Zeitlose Polka (française) op. 302 (1865)
- Kinderspiele (française) op. 304 (1865), geschrieben für ein Hofkonzert in der Hofburg
- Damenspende op. 305 (1866), uraufgeführt beim Studentenball im Redoutensaal
- Par force! (schnell) op. 308 (1866), uraufgeführt bei Ball für die Blinden im Redoutensaal
- Sylphen-Polka op. 309 (1866), geschrieben für den Hesperus-Ball im Dianasaal
- Tändelei Polka-Mazur op. 310 (1866)
- Express-Polka (schnell) op. 311 (1866)
- Wildfeuer Polka (française) op. 313 (1866)
- Lob der Frauen Polka-Mazur op. 315 (1867)
- Postillon d’amour Polka (française) op. 317 (1867)
- Leichtes Blut Polka (schnell) op. 319 (1867)
- Figaro-Polka op. 320 (1867), uraufgeführt bei der Weltausstellung in Paris und gewidmet Hippolyte de Villemessant (1810–1879), Gründer der Zeitung Le Figaro
- Stadt und Land Polka-Mazur op. 322 (1868), gewidmet der Österreichischen Gartenbau-Gesellschaft
- Ein Herz, ein Sinn Polka-Mazur op. 323 (1868), gewidmet dem Komitee des Bürgerballs
- Unter Donner und Blitz Polka (schnell) op. 324 (1868) ursprünglich aufgeführt als „Sternschnuppe“, geschrieben für den Hesperus-Ball im Dianasaal
- Freikugeln Polka (schnell) op. 326 (1868)
- Sängerslust-Polka (française)op. 328 (1868), gewidmet dem Wiener Männergesang-Verein
- Fata Morgana Polka-Mazur op. 330 (1869)
- Éljen a Magyar! Polka (schnell) op. 332 (1869), gewidmet der Österreichischen Gartenbau-Gesellschaft und der Ungarischen Nation
- Im Krapfenwald’l op. 336 (1869)
- Von der Börse Polka (française) op. 337 (1869), geschrieben für den Concordia-Ball im Sofiensaal und gewidmet dem Presseclub Concordia
- Louischen Polka (francaise) op. 339 (1869)
- Shawl-Polka Polka (française) op. 343 (1871) Nach Motiven aus der Operette Indigo und die 40 Räuber
- Auf freiem Fuße Polka (française) op. 345. Nach Motiven aus der Operette Indigo und die 40 Räuber
- Aus der Heimath Polka-Mazur op. 347. Nach Motiven aus der Operette Indigo und die 40 Räuber.
- Im Sturmschritt Polka (schnell) op. 348 (1871) Nach Motiven aus der Operette Indigo und die 40 Räuber.
- Lust’ger Rath Polka (francaise) op. 350. Nach Motiven aus der Operette Indigo und die 40 Räuber.
- Die Bajadere Polka (schnell) op. 351 (1871), uraufgeführt im Volksgarten. Nach Motiven aus der Operette Indigo und die 40 Räuber.
- Vom Donaustrande Polka (schnell) op. 356 (1873), basierend auf seiner Operette Der Carneval in Rom
- Nimm sie hin Polka (francaise) op. 358 Nach Motiven aus der Operette Karneval in Rom
- Gruß aus Österreich Polka-Mazur op. 359. Nach Motiven aus der Operette Karneval in Rom
- Fledermaus-Polka op. 362, nach Motiven der gleichnamigen Operette
- Tik-Tak-Polka Polka (schnell) op. 365 (1874), nach Motiven seiner Operette Die Fledermaus
- An der Moldau Polka française op. 366, nach Motiven seiner Operette Die Fledermaus
- Glücklich ist, wer vergißt! Polka-Mazurka op. 368 (1874), nach Motiven seiner Operette Die Fledermaus
- Bitte schön Polka française op. 372, nach Motiven der Operette Cagliostro in Wien
- Auf der Jagd Polka (schnell) op. 373, nach Motiven der Operette Cagliostro in Wien
- Licht und Schatten Polka-Mazur op. 374 (1875), gewidmet der österreichisch-britischen Malerin Marianne Preindlsberger-Stokes nach Motiven der Operette Cagliostro in Wien
- I-Tipferl-Polka Polka française op. 377 nach Motiven der Operette Prinz Methusalem
- Banditen-Galopp Polka (schnell) op. 378 (1877) nach Motiven der Operette Prinz Methusalem
- Kriegers Liebchen Polka-Mazur op. 379 nach Motiven der Operette Prinz Methusalem
- Ballsträusschen Polka (schnell) op. 380.
- Pariser-Polka Polka française op. 382 nach Motiven der Operette Blinde Kuh
- Nur fort Polka (schnell) op. 383 nach Motiven der Operette Blinde Kuh
- Waldine Polka-Mazurka op. 385 nach Motiven der Operette Blinde Kuh
- Frisch heran Polka (schnell) op. 386
- Burschenwanderung Polka française op. 389
- Stürmisch in Lieb’ und Tanz Schnell-Polka op. 393 (1881), geschrieben für den Concordia-Ball des Presseclubs Concordia im Sofiensaal. Nach Motiven der Operette Das Spitzentuch der Königin
- Liebchen schwing Dich Polka-Mazurka op. 394. Nach Motiven der Operette Das Spitzentuch der Königin
- Was sich liebt, neckt sich Polka française op. 399. Nach Motiven der Operette Der lustige Krieg
- Der Klügere gibt nach Polka-Mazurka op. 401. Nach Motiven der Operette Der lustige Krieg
- Entweder – oder Schnell-Polka op. 403. Nach Motiven der Operette Der lustige Krieg
- Violetta Polka française op. 404. Nach Motiven der Operette Der lustige Krieg
- Nord und Süd Polka-Mazurka op. 405. Nach Motiven der Operette Der lustige Krieg
- Rasch in der That Schnell-Polka op. 409 (1883)
- Pappacoda-Polka Polka française op. 412. Nach Motiven der Operette Eine Nacht in Venedig
- So ängstlich sind wir nicht Schnell-Polka op. 413. Nach Motiven der Operette Eine Nacht in Venedig
- Die Tauben von San Marco Polka française op. 414. Nach Motiven der Operette Eine Nacht in Venedig
- Annina Polka-Mazurka op. 415. Nach Motiven der Operette Eine Nacht in Venedig
- Brautschau-Polka Op. 417. Nach Motiven der Operette Der Zigeunerbaron
- Kriegsabenteuer Schnell-Polka op. 419. Nach Motiven der Operette Der Zigeunerbaron
- Die Wahrsagerin Polka-Mazurka op. 420. Nach Motiven der Operette Der Zigeunerbaron
- Husaren-Polka op. 421. Nach Motiven der Operette Der Zigeunerbaron
- An der Wolga Polka-Mazurka op. 425.
- Soldatenspiel Polka française op. 430. Nach Motiven der Operette Simplicius
- Lagerlust Polka-Mazurka op. 431. Nach Motiven der Operette Simplicius
- Muthig Voran Schnell-Polka op. 432. Nach Motiven der Operette Simplicius
- Auf zum Tanze Schnell-Polka op. 436.
- Durchs Telephon Polka op. 439
- Unparteiische Kritiken Polka-Mazurka op. 442
- Herzenskönigin Polka française op. 445
- Diplomaten-Polka op. 448. Nach Motiven der Operette Fürstin Ninetta
- Neue Pizzicato-Polka op. 449 (1893). Nach Motiven der Operette Fürstin Ninetta
- Das Comitat geht in die Höh! Schnell-Polka op. 457. Nach Motiven der Operette Jabuka
- Tanze mit dem Besenstiel Polka française op. 458. Nach Motiven der Operette Jabuka
- Sonnenblume Polka-Mazurka op. 459. Nach Motiven der Operette Jabuka
- Herrjemineh Polka française op. 464. Nach Motiven der Operette Waldmeister
- Liebe und Ehe Polka-Mazurka op. 465. Nach Motiven der Operette Waldmeister
- Klipp-Klapp-Galopp Schnell-Polka op. 466. Nach Motiven der Operette Waldmeister
- Nur nicht mucken Polka française op. 472. Nach Motiven der Operette Die Göttin der Vernunft
- Da nicken die Giebel Polka-Mazurka op. 474. Nach Motiven der Operette Die Göttin der Vernunft
- Pásmán-Polka ohne Opus-Zahl, nach Motiven der Oper Ritter Pásmán
- Probirmamsell Polka française ohne Opus-Zahl, nach Motiven des Balletts Aschenbrödel. Die Frage ob das Werk noch von Johann Strauss oder dem Bearbeiter Josef Bayer stammt ist offen.
- Promenade-Abenteuer Polka-Mazurka, ohne Opus-Zahl. Nach Motiven des Balletts Aschenbrödel. Wahrscheinlich von Josef Bayer arrangiert.
- Pizzicato-Polka Ohne Opus-Zahl. Gemeinschaftswerk von Johann und Josef Strauss

## Märsche
Gerade an den Märschen lässt sich anhand der Anlässe und Widmungen die Zeitgeschichte ablesen.
- Patrioten-Marsch op. 8 (1845)
- Austria-Marsch op. 20 (1846)
- Fest-Marsch op. 49 (1847)
- Revolutions-Marsch op. 54 (1848)
- Studenten-Marsch op. 56 (1848)
- Brünner-Nationalgarde-Marsch op. 58 (1848)
- Kaiser-Franz-Joseph-Marsch op. 67 (1849), geschrieben anlässlich des 19. Geburtstages von Kaiser Franz Joseph I.
- Triumph-Marsch op. 69 (1850)
- Wiener-Garnison-Marsch op. 77 (1850)
- Ottinger-Reiter-Marsch op. 83 (1850), gewidmet Franz Freiherrn von Ottinger, österreichischer Offizier
- Kaiser-Jäger-Marsch op. 93 (1851)
- Viribus unitis op. 96 (1851), zum 21. Geburtstag des Kaisers
- Großfürsten-Marsch op. 107 (1852), gewidmet den russischen Großfürsten Nikolai und Michael Romanow
- Sachsen-Kürassier-Marsch op. 113 (1852)
- Wiener Jubel-Gruß-Marsch op. 115 (1852)
- Kaiser-Franz-Joseph-I.-Rettungs-Jubel-Marsch op. 126 (1853)
- Caroussel-Marsch op. 133 (1853)
- Kron-Marsch op. 139 (1853)
- Erzherzog-Wilhelm-Genesungs-Marsch op. 149 (1854), gewidmet Erzherzog Wilhelm von Österreich
- Napoleon-Marsch op. 156 (1854), gewidmet dem Kaiser der Franzosen Napoleon III.
- Alliance-Marsch op. 158 (1854)
- Krönungs-Marsch op. 183 (1856), geschrieben zur Krönung des Zaren Alexander II. von Russland
- Fürst-Bariatinsky-Marsch op. 212 (1858), gewidmet dem russischen Fürsten Alexander Iwanowitsch Bariatinsky (1814–1879)
- Deutscher Krieger-Marsch op. 284 (1864)
- Verbrüderungs-Marsch op. 287 (1864), gewidmet dem preußischen König Wilhelm I., dem späteren Deutschen Kaiser
- Persischer Marsch op. 289 (1864), gewidmet dem Schah von Persien Nasreddin
- Egyptischer Marsch op. 335 (1869), gewidmet Großherzog Friedrich I. von Baden (Widmung 1871 hinzugefügt)
- Indigo-Marsch op. 349 (1871), basierend auf der Operette Indigo und die vierzig Räuber
- Russische Marsch-Fantasie op. 353 (1872)
- Hoch Österreich! op. 371 (1875) basierend auf der Operette Cagliostro in Wien
- Jubelfest-Marsch op. 396 (1881), gewidmet Kronprinz Rudolf von Österreich-Ungarn zur Heirat mit Stephanie von Belgien
- Der lustige Krieg op. 397 (1882), nach der gleichnamigen Operette
- Frisch ins Feld op. 398 (1882), gewidmet dem Herzog-Adolph von Nassau-Infanterieregiment Nr. 15, basierend auf der Operette Der lustige Krieg
- Matador-Marsch op. 406 (1882) basierend auf der Operette Das Spitzentuch der Königin
- Habsburg hoch! op. 408 (1882), geschrieben zu den Feierlichkeiten „600 Jahre Haus Habsburg“
- Russischer Marsch op. 426 (1886), gewidmet dem Zaren Alexander III. von Russland
- Reitermarsch (1887) op. 428 (1887)
- Spanischer Marsch op. 433 (1888), gewidmet Maria Christina von Österreich, Regentin von Spanien
- Ninetta-Marsch op. 447 basierend auf der Operette Fürstin Ninetta
- Fest-Marsch (1893) op. 452 (1893), gewidmet Ferdinand I., Zar von Bulgarien
- Živio! op. 456 (Prost!) (1894), basierend auf Motiven der Operette Jabuka. Nur im Klavierauszug erstellt von Kapellmeister Roth erschienen. Eigentlich kein originales Strauss Werk.
- Es war so wunderschön op 467, basierend auf der Operette Waldmeister
- Deutschmeister-Jubiläums-Marsch op. 470 (1896), gewidmet dem Infanterie-Regiment Hoch- und Deutschmeister Nr. 4
- Wo uns’re Fahne weht op. 473 (1897) basierend auf Motiven aus der Operette Die Göttin der Vernunft
- Auf’s Korn op. 478 (1898), Bundesschützen-Marsch für Chor und Orchester
- Freiwillige vor ohne Opus-Nummer (1887)
- Kaiser-Franz-Joseph-Jubiläums-Marsch ohne Opus-Nummer (1898) zum 50. Thronjubiläum von Kaiser Franz Joseph I.
- Vaterländischer Marsch Gemeinschaftskomposition mit Josef Strauss

## Quadrillen
- Debut-Quadrille op. 2 (1844)
- Cytheren-Quadrille op. 6 (1844)
- Quadrille nach der Oper „Der Liebesbrunnen“ von M. W. Balfe op. 10 (1845)
- Serben-Quadrille op. 14 (1846), gewidmet dem Fürsten von Serbien Mihailo Obrenović III.
- Elfen-Quadrille op. 16 (1845)
- Dämonen-Quadrille op. 19 (1845)
- Zigeunerin-Quadrille op. 24 (1846) nach der Oper La Zingara (Deutscher Titel Die Zigeunerin) von Michael William Balfe.
- Odeon-Quadrille op. 29 (1846)
- Quadrille nach Motiven aus der Oper „Die Belagerung von Rochelle“ von M. W. Balfe op. 31 (1846)
- Alexander-Quadrille op. 33 (1847), in der serbischen Ausgabe gewidmet dem serbischen Fürsten Aleksandar Karađorđević
- Industrie-Quadrille op. 35 (1847), gewidmet dem Komitee des Industrie-Balls
- Wilhelminen-Quadrille op. 37 (1847)
- Quadrille nach Motiven aus der Oper „Die Königin von Leon“ von Boisselot op. 40 (1847)
- Fest-Quadrille op. 44 (1847)
- Martha-Quadrille op. 46 (1848) nach Motiven aus der Oper Martha von Friedrich von Flotow.
- Seladon-Quadrille op. 48 (1847) [Seladon: hier „schmachtender Liebhaber“]
- Marien-Quadrille op. 51 (1847/48), uraufgeführt in Bukarest und gewidmet „Fürstin Marie von Bibesco“
- Annika-Quadrille op. 53 (1848)
- Quadrille nach Motiven der Oper „Der Blitz“ von F. Halévy op. 59 (1848)
- Sanssouci-Quadrille op. 63 (1849), uraufgeführt im Café Sans-Souci
- Nikolai-Quadrille op. 65 (1849)
- Künstler-Quadrille op. 71 (1849), geschrieben für ein Tanzvergnügen am St.-Katharinen-Tag (25. November) im Redoutensaal zur Unterstützung der Pensionäre der Vereinigung Bildender Künstler
- Sofien-Quadrille op. 75 (1850), uraufgeführt im Sofiensaal
- Attaque-Quadrille op. 76 (1850)
- Bonvivant-Quadrille op. 86 (1850), geschrieben zur Feier des 20. Geburtstages von Kaiser Franz Joseph I.
- Slaven-Ball-Quadrille op. 88 (1851), geschrieben für den Slaven-Ball im Sofiensaal
- Maskenfest-Quadrille op. 92 (1851)
- Promenade-Quadrille op. 98 (1851), uraufgeführt im Volksgarten
- Vivat!-Quadrille op. 103 (1851)
- Tête-à-Tête-Quadrille op. 109 (1852), uraufgeführt in Bratislava
- Melodien-Quadrille op. 112 (1852) nach Melodien von Giuseppe Verdi
- Hofball-Quadrille op. 116 (1852)
- Nocturne-Quadrille op. 120 (1852)
- Indra-Quadrille op. 122 (1852) nach Motiven der Oper L’Esclave de Camoëns (dt.: Titel: Indra, das Schlangenmädchen) von Friedrich von Flotow
- Satanella-Quadrille op. 123 (1853), geschrieben für den Satanella-Ball im Sofiensaal und gewidmet Marie Taglioni, Tochter der italienischen Tänzerin Marie Taglioni
- Motor-Quadrille op. 129 (1853), geschrieben für den Ingenieurstudenten-Ball im Sofiensaal und gewidmet den Ingenieurstudenten in Wien
- Bouquet-Quadrille op. 135 (1853)
- Carnevals-Spectakel-Quadrille op. 152 (1854), uraufgeführt in Schwenders Kolosseum in Hietzing
- Nordstern-Quadrille op. 153 (1854), uraufgeführt in Ungers Casino. Nach Motiven der Oper L’étoile du nord (dt. Titel: Der Nordstern) von Giacomo Meyerbeer.
- Handels-Elite-Quadrille op. 166 (1855), uraufgeführt im Sperl
- Bijouterie-Quadrille op. 169 (1855)
- Strelna-Terrassen-Quadrille op. 185 (1856), uraufgeführt in Pawlowsk
- La Berceuse op. 194 (1857)
- Le beau monde op. 199 (1857)
- Künstler-Quadrille op. 201 (1858), geschrieben für den Künstler-Ball im Sofiensaal und gewidmet den Künstlern Wiens. Nach Motiven großer klassischer und romantischer Komponisten.
- Dinorah-Quadrille op. 224 (1859), nach Themen von Giacomo Meyerbeers Oper Dinorah oder die Wallfahrt nach Ploërmel
- Orpheus-Quadrille op. 236 (1860), uraufgeführt im Gasthaus Zum Großen Zeisig am Spittelberg. Nach Motiven der Operette Orpheus in der Unterwelt von Jacques Offenbach.
- Neue Melodien-Quadrille op. 254 (1861) Nach Opernmotiven von Giuseppe Verdi, Gaetano Donizetti und Vincenzo Bellini.
- St. Petersburg op. 255 (1861), Quadrille über russische Themen, uraufgeführt in Pawlowsk
- Chansonette-Quadrille op. 259 (1861), über Themen von französischen Balladen
- Un ballo in maschera, Quadrille op. 272 (1862), über Themen von Verdis Oper Ein Maskenball
- Lieder-Quadrille op. 275 (1863), nach deutschen Volksliedern
- Faust-Quadrille (1864), nur in Russland veröffentlicht. Nach Motiven der Oper Faust von Charles Gounod zusammengesetzt. Inoffiziell gelegentlich als Opus 277 geführt. Die Nummer ist aber bereits besetzt.
- Saison-Quadrille op. 283 (1864) Nach Motiven musikalischer Bühnenwerke der Wiener Theaterspielzeit 1863–64.
- Quadrille sur des airs français op. 290 (1864) Nach französischen Melodien.
- Die Afrikanerin op. 299 (1865) Nach Motiven der Oper L’Africaine (Die Afrikanerin) von Giacomo Meyerbeer zusammengesetzt.
- Bal champêtre op. 303 (1865)
- Le premier jour de bonheur op. 327 (1868), gewidmet der Österreichischen Gartenbau-Gesellschaft. Nach Motiven der Oper Le premier jour de bonheur (Ein Tag des Glücks) von Daniel-François-Esprit Auber zusammengestellt.
- Slovianka-Quadrille op. 338 (1869), über russische Melodien
- Festival-Quadrille op. 341 (1867), über englische Themen, uraufgeführt im Covent Garden, London
- Indigo-Quadrille op. 344 (1871), basierend auf seiner Operette Indigo und die vierzig Räuber
- Rotunde-Quadrille op. 360 (1873), uraufgeführt im Musikpavillon an der Rotunde im Prater während der Weltausstellung und gewidmet deren Generaldirektor Wilhelm Freiherr von Schwarz-Senborn. Nach Motiven der Strauss Operette Karneval in Rom
- Fledermaus-Quadrille op. 363 (1874), basierend auf seiner Operette Die Fledermaus
- Cagliostro-Quadrille op. 369 (1875), basierend auf seiner Operette Cagliostro in Wien
- Methusalem-Quadrille op. 376 (1877), basierend auf seiner Operette Prinz Methusalem
- Opern-Maskenball-Quadrille op. 384 (1879), basierend auf seiner Operette Blinde Kuh
- Spitzentuch-Quadrille op. 392 (1881), basierend auf seiner Operette Das Spitzentuch der Königin
- Der lustige Krieg op. 402 (1882), Quadrille über Themen seiner Operette Der lustige Krieg
- Eine Nacht in Venedig nach Motiven der komischen Oper „Eine Nacht in Venedig“ op. 416 (1884), uraufgeführt beim Hofball in der Hofburg
- Zigeunerbaron-Quadrille op. 422 (1886), nach seiner Operette Der Zigeunerbaron, aufgeführt beim Concordia-Ball und gewidmet dem Presseclub Concordia
- Simplicius-Quadrille op. 429 (1888), basierend auf seiner Operette Simplicius
- Ninetta-Quadrille op. 446 (1893), basierend auf seiner Operette Fürstin Ninetta
- Jabuka-Quadrille op. 460 (1894), basierend auf seiner Operette Jabuka (Das Apfelfest)
- Waldmeister-Quadrille op. 468 (1896), basierend auf seiner Operette Waldmeister
- Göttin der Vernunft op. 476 (1898), seine letzte Quadrille, uraufgeführt beim Architekten-Ball im Sofiensaal
- Pásmán-Quadrille basierend auf Motiven der Oper Ritter Pásmán
- Potpourri-Quadrille (1867)
- Quadrille nach Motiven der Oper „Des Teufels Antheil“ ohne Opus-Nummer. Nach der heute eher unbekannten Oper La Part du Diable von Daniel-François-Esprit Auber
- Schützen-Quadrille Gemeinschaftskomposition der drei Strauss-Brüder Johann, Josef und Eduard
- Monstre-Quadrille Gemeinschaftskomposition der Strauss-Brüder Johann und Josef
- Hinter den Coulissen Quadrille, Gemeinschaftskomposition der Strauss-Brüder Johann und Josef. Nach Motiven der Operette Die Verlobung bei der Laterne von Jacques Offenbach.

## Sonstige Werke
- Pesther Czárdás op. 23 (1846)
- Slaven-Potpourri op. 39
- Neue Steirische Tänze op. 61
- Romanze Nr. 1 op. 243 (1860), gewidmet Ekaterine Dadiani, Prinzessin von Mingrelien (1816–1882)
- Romanze Nr. 2 op. 255 (1860), gewidmet Prinzessin Elisabeth von Sachsen-Altenburg
- Perpetuum Mobile (Ein Musikalischer Scherz) op. 257 (1861)
- Fest-Polonaise op. 352, (1871), gewidmet dem deutschen Kaiser Wilhelm I.
- Im russischen Dorfe Fantasie op. 355 (1872)
- Gavotte der Königin op. 391 basierend auf Motiven aus der Operette Das Spitzentuch der Königin
- Ninetta-Galopp op. 450 basierend auf Motiven aus der Operette Fürstin Ninetta
- Auf dem Tanzboden Musikalische Illustration op. 454 Dem Maler Franz Defregger gewidmet
- Hochzeits-Präludium op. 469 Komponiert anlässlich der Hochzeit von Alice, der Stieftochter des Komponisten.
- Frisch gewagt Galopp op. 475 basierend auf Motiven der Operette Die Göttin der Vernunft
- Klänge aus der Raimundzeit Musikalisches Vorspiel, op. 479
- Hommage au public Russe Potpourri
- Romanze aus Faust Nach einer heute nicht mehr verwendeten Arie der Oper Faust von Charles Gounod
- Csardas aus „Die Fledermaus“ Orchesterversion
- Neuer Csardas für „Die Fledermaus“ Orchesterversion, in gekürzter Fassung eingegliedert in das Ballett Aschenbrödel
- Widmung Bearbeitung eines Liedes von Robert Schumann
- Traumbild 1 ohne Opus-Nummer aus dem Nachlass
- Traumbild 2 ohne Opus-Nummer aus dem Nachlass
- Ouverture Comique ohne Opus-Nummer

## Werke nach Opus Nummern
- Sinngedichte (Walzer) op. 1 (1844), uraufgeführt bei seinem ersten Konzert mit eigenen Werken am 15. Oktober in Dommayers Casino
- Debut-Quadrille op. 2 (1844), uraufgeführt bei seinem ersten Konzert mit eigenen Werken am 15. Oktober in Dommayers Casino
- Herzenslust (Polka) op. 3 (1844), uraufgeführt bei seinem ersten Konzert mit eigenen Werken am 15. Oktober in Dommayers Casino
- Gunstwerber (Walzer) op. 4 (1844), uraufgeführt bei seinem ersten Konzert mit eigenen Werken am 15. Oktober in Dommayers Casino
- Serail-Tänze (Walzer) op. 5 (1844)
- Cytheren-Quadrille op. 6 (1844)
- Die jungen Wiener  (Walzer) op. 7 (1845)
- Patrioten-Marsch op. 8 (1845)
- Amazonen-Polka op. 9 (1845)
- Quadrille nach der Oper „Der Liebesbrunnen“ von M. W. Balfe op. 10 (1845)
- Faschings-Lieder (Walzer) op. 11 (1845)
- Jugend-Träume (Walzer) op. 12 (1845)
- Czechen-Polka op. 13 (1845) uraufgeführt im Sper
- Serben-Quadrille op. 14 (1846), gewidmet dem Fürsten von Serbien Mihailo Obrenović III.l
- Sträusschen (Walzer) op. 15 (1845)
- Elfen-Quadrille op. 16 (1845)
- Jux-Polka op. 17 (1846), geschrieben für den Industrie-Ball in Goldenen Strauss in der Josefstadt
- Berglieder (Walzer) op. 18 (1845)
- Dämonen-Quadrille op. 19 (1845)
- Austria-Marsch op. 20 (1846)
- Lind-Gesänge (Walzer) op. 21 (1846), der schwedischen Opernsängerin Jenny Lind zugeeignet
- Die Oesterreicher (Walzer) op. 22  (1845)
- Pesther Czárdás op. 23 (1846)
- Zigeunerin-Quadrille op. 24 (1846) nach der Oper La Zingara (Deutscher Titel Die Zigeunerin) von Michael William Balfe.
- Zeitgeister (Walzer) op. 25 (1846)
- Fidelen-Polka op. 26 (1846)
- Die Sanguiniker (Walzer) op. 27 (1846)
- Hopser-Polka op. 28 (1846)
- Odeon-Quadrille op. 29 (1846)
- Die Zillerthaler (Walzer) op. 30 (1846)
- Quadrille nach Motiven aus der Oper „Die Belagerung von Rochelle“ von M. W. Balfe op. 31 (1846)
- Irenen-Walzer (Walzer) op. 32 (1847) *
- Alexander-Quadrille op. 33 (1847), in der serbischen Ausgabe gewidmet dem serbischen Fürsten Aleksandar Karađorđević
- Die Jovialen (Walzer) op. 34 (1846)
- Industrie-Quadrille op. 35 (1847), gewidmet dem Komitee des Industrie-Balls
- Architecten-Ball-Tänze (Walzer) op. 36 (1847)
- Wilhelminen-Quadrille op. 37 (1847)
- Bachus-Polka op. 38 (1847)
- Slaven-Potpourri op. 39
- Quadrille nach Motiven aus der Oper „Die Königin von Leon“ von Boisselot op. 40 (1847)
- Sängerfahrten (Walzer) op. 41 (1847), gewidmet dem Wiener Männergesang-Verein
- Wilde Rosen (Walzer) op. 42 (1847)
- Explosions-Polka op. 43 (1847)
- Fest-Quadrille op. 44 (1847)
- Ernte-Tänze (Walzer) op. 45 (1847)
- Martha-Quadrille op. 46 (1848) nach Motiven aus der Oper Martha von Friedrich von Flotow.
- Dorfgeschichten (Walzer) op. 47 (1847)
- Seladon-Quadrille op. 48 (1847) [Seladon: hier „schmachtender Liebhaber“]
- Fest-Marsch op. 49 (1847)
- Klänge aus der Walachei (Walzer) op. 50 (1848)
- Marien-Quadrille op. 51 (1847/48), uraufgeführt in Bukarest und gewidmet „Fürstin Marie von Bibesco“
- Freiheits-Lieder (Walzer) op. 52 (1848)
- Annika-Quadrille op. 53 (1848)
- Revolutions-Marsch op. 54 (1848)
- Burschen-Lieder (Walzer) op. 55 (1848)
- Studenten-Marsch op. 56 (1848)
- Liguorianer-Seufzer-Polka Scherz-Polka op. 57 (1848), uraufgeführt in der Blauen Flasche
- Brünner-Nationalgarde-Marsch op. 58 (1848)
- Quadrille nach Motiven der Oper „Der Blitz“ von F. Halévy op. 59 (1848)
- Geisselhiebe-Polka op. 60 (1848)
- Neue Steierische Tänze (Walzer) op. 61 (1848)
- Einheits-Klänge (Walzer) op. 62 (1849)
- Sanssouci-Quadrille op. 63 (1849), uraufgeführt im Café Sans-Souci
- Fantasiebilder (Walzer) op. 64 (1849)
- Nikolai-Quadrille op. 65 (1849)
- D’Woaldbuama (Walzer) op. 66 (1849)
- Kaiser-Franz-Joseph-Marsch op. 67 (1849), geschrieben anlässlich des 19. Geburtstages von Kaiser Franz Joseph I.
- Aeols-Töne (Walzer) op. 68 (1849)
- Triumph-Marsch op. 69 (1850)
- Die Gemüthlichen (Walzer) op. 70 (1850)
- Künstler-Quadrille op. 71 (1849), geschrieben für ein Tanzvergnügen am St.-Katharinen-Tag (25. November) im Redoutensaal zur Unterstützung der Pensionäre der Vereinigung Bildender Künstler
- Scherz-Polka op. 72 (1849)
- Frohsinns-Spenden (Walzer) op. 73 (1850)
- Lava-Ströme (Walzer) op. 74 (1850), geschrieben für den „Ball im Vesuv“ im Sofiensaal
- Sofien-Quadrille op. 75 (1850), uraufgeführt im Sofiensaal
- Attaque-Quadrille op. 76 (1850)
- Wiener-Garnison-Marsch op. 77 (1850)
- Heiligenstädter Rendez-vous-Polka op. 78 (1850), uraufgeführt im Kugler-Park, heute Heiligenstädter Park
- Maxing-Tänze (Walzer) op. 79 (1850), komponiert zum 18. Geburtstag von Erzherzog Ferdinand Maximilian (1832–1867)
- Heski-Holki-Polka op. 80 (1850) [hezky holki (tschechisch) = Hübsche Mädchen]
- Luisen Sympathie Klänge (Walzer) op. 81 (1850) Dieser Walzer heißt tatsächlich so. Die Leerzeichen gehören zum korrekten Titel.
- Johannis-Käferln (Walzer) op. 82 (1850)
- Ottinger-Reiter-Marsch op. 83 (1850), gewidmet Franz Freiherrn von Ottinger, österreichischer Offizier
- Warschauer Polka op. 84 (1850)
- Heimaths-Kinder (Walzer) op. 85 (1850)
- Bonvivant-Quadrille op. 86 (1850), geschrieben zur Feier des 20. Geburtstages von Kaiser Franz Joseph I.
- Aurora-Ball-Tänze (Walzer) op. 87 (1851), komponiert für einen Ball der Wiener Künstler Vereinigung Aurora.
- Slaven-Ball-Quadrille op. 88 (1851), geschrieben für den Slaven-Ball im Sofiensaal
- Hirten-Spiele (Walzer) op. 89 (1850)
- Orakel-Sprüche (Walzer) op. 90 (1851)
- Herrmann-Polka op. 91 (1851)
- Maskenfest-Quadrille op. 92 (1851)
- Kaiser-Jäger-Marsch op. 93 (1851)
- Rhadamantus-Klänge (Walzer) op. 94 (1851)
- Idyllen (Walzer) op. 95 (1851)
- Viribus unitis (Marsch) op. 96 (1851), zum 21. Geburtstag des Kaisers
- Gambrinus-Tänze (Walzer) op. 97 (1851)
- Promenade-Quadrille op. 98 (1851), uraufgeführt im Volksgarten
- Frauenkäferln (Walzer) op. 99 (1851)
- Vöslauer Polka op. 100 (1851)
- Mephisto’s Höllenrufe (Walzer) op. 101 (1851)
- Albion-Polka op. 102 (1851), gewidmet Prinz Albert von Sachsen-Coburg und Gotha, britischer Prinzgemahl seit 1840
- Vivat!-Quadrille op. 103 (1851)
- Windsor-Klänge (Walzer) op. 104 (1852) gewidmet der Königin Viktoria von Großbritannien.
- Fünf Paragraphe aus dem Walzer-Codex (Walzer) op. 105 (1852) Gewidmet den Jurastudenten der Universität Wien
- Harmonie-Polka op. 106 (1852)
- Großfürsten-Marsch op. 107 (1852), gewidmet den russischen Großfürsten Nikolai und Michael Romanow
- Die Unzertrennlichen (Walzer) op. 108 (1852)
- Tête-à-Tête-Quadrille op. 109 (1852), uraufgeführt in Bratislava
- Electro-magnetische-Polka op. 110 (1852), gewidmet den Wiener Ingenieurstudenten
- Blumenfest-Polka op. 111 (1852)
- Melodien-Quadrille op. 112 (1852) nach Melodien von Giuseppe Verdi
- Sachsen-Kürassier-Marsch op. 113 (1852)
- Liebeslieder (Walzer) op. 114 (1852)
- Wiener Jubel-Gruß-Marsch op. 115 (1852)
- Hofball-Quadrille op. 116 (1852)
- Annen-Polka op. 117 (1852),[4] gewidmet der Maria Anna, Kaiserin von Österreich.
- Lockvögel (Walzer) op. 118 (1852)
- Volkssänger (Walzer) op. 119 (1852)
- Nocturne-Quadrille op. 120 (1852)
- Zehner-Polka op. 121 (1852)
- Indra-Quadrille op. 122 (1852) nach Motiven der Oper L’Esclave de Camoëns (dt.: Titel: Indra, das Schlangenmädchen) von Friedrich von Flotow
- Satanella-Quadrille op. 123 (1853), geschrieben für den Satanella-Ball im Sofiensaal und gewidmet Marie Taglioni, Tochter der italienischen Tänzerin Marie Taglioni
- Satanella-Polka op. 124 (1853), geschrieben für den Satanella-Ball im Sofiensaal
- Phönix-Schwingen (Walzer) op. 125 (1853)
- Kaiser-Franz-Joseph-I.-Rettungs-Jubel-Marsch op. 126 (1853)
- Freuden-Gruß-Polka op. 127 (1853)
- Solon-Sprüche (Walzer) op. 128 (1853)
- Motor-Quadrille op. 129 (1853), geschrieben für den Ingenieurstudenten-Ball im Sofiensaal und gewidmet den Ingenieurstudenten in Wien
- Aesculap-Polka op. 130 (1853), gewidmet den Wiener Medizinstudenten
- Wiener Punch-Lieder (Walzer) op. 131 (1853), gewidmet dem österreichischen Schriftsteller Moritz Gottlieb Saphir
- Veilchen-Polka op. 132 (1853)
- Caroussel-Marsch op. 133 (1853)
- Tanzi-Bäri-Polka op. 134 (1853), gewidmet der Gräfin Julia Batthyány, geborene Gräfin von Apraxin
- Bouquet-Quadrille op. 135 (1853)
- Vermählungs-Toaste (Walzer) op. 136 (1853), gewidmet dem späteren König Prinz Albert von Sachsen zur Hochzeit mit Carola von Wasa-Holstein-Gottorp
- Neuhauser-Polka op. 137 (1853)
- Pepita-Polka op. 138 (1853)
- Kron-Marsch op. 139 (1853)
- Knallkügerln (Walzer) op. 140 (1853)
- Wellen und Wogen (Walzer) op. 141 (1853)
- Wiedersehen-Polka op. 142 (1853)
- Schnee-Glöckchen op. 143 (1854), gewidmet der Pianistin Gräfin Maria Kalergis-Muchanow, geb. Nesselrode (1822–1874)
- La Viennoise-Polka -Mazurka op. 144 (1854)
- Bürgerball-Polka op. 145 (1854)
- Novellen (Walzer) op. 146, (1854) Gewidmet den Jura Studenten der Universität Wien.
- Musen-Polka op. 147 (1854)
- Schallwellen (Walzer) op. 148 (1854) Gewidmet den techn. Studenten der Universität Wien
- Erzherzog-Wilhelm-Genesungs-Marsch op. 149 (1854), gewidmet Erzherzog Wilhelm von Österreich
- Ballg’schichten (Walzer) op. 150 (1854)
- Elisen-Polka Polka française op. 151 (1854)
- Carnevals-Spectakel-Quadrille op. 152 (1854), uraufgeführt in Schwenders Kolosseum in Hietzing
- Nordstern-Quadrille op. 153 (1854), uraufgeführt in Ungers Casino. Nach Motiven der Oper L’étoile du nord (dt. Titel: Der Nordstern) von Giacomo Meyerbeer.
- Myrthen-Kränze (Walzer) op. 154 (1854), geschrieben zur Hochzeit von Kaiser Franz Joseph I. mit Elisabeth von Bayern (genannt Sisi)
- Haute volée-Polka op. 155 (1854), geschrieben zur Feier des 24. Geburtstages von Kaiser Franz Joseph I.
- Napoleon-Marsch op. 156 (1854), gewidmet dem Kaiser der Franzosen Napoleon III.
- Nachtfalter (Walzer) op. 157 (1855)
- Alliance-Marsch op. 158 (1854)
- Schnellpost-Polka op. 159 (1854)
- Ella-Polka op. 160 (1855)
- Panacea-Klänge (Walzer) op. 161 (1855) Gewidmet den Medizinstudenten der Universität Wien
- Souvenir-Polka op. 162 (1855)
- Glossen (Walzer) op. 163 (1855) Gewidmet den Jurastudenten der Universität Wien
- Sirenen (Walzer) op. 164 (1855)
- Aurora-Polka op. 165 (1855), geschrieben für den Aurora-Ball im Sperl
- Handels-Elite-Quadrille op. 166 (1855), uraufgeführt im Sperl
- Man lebt nur einmal (Walzer) op. 167 (1855)
- Leopoldstädter Polka op. 168
- Bijouterie-Quadrille op. 169 (1855)
- Nachtveilchen Polka-Mazurka op. 170 (1855)
- Freuden-Salven (Walzer) op. 171 (1855)  Geschrieben anlässlich der Rückkehr von Kaiser Franz Josef von einer Reise nach Galizien.
- Gedanken auf den Alpen (Walzer) op. 172 (1855), gewidmet Herzog Max Joseph in Bayern, Förderer der bayerischen Volksmusik
- Marie Taglioni-Polka op. 173
- Le Papillon-Polka -Mazurka op. 174 (1855)
- Erhöhte Pulse (Walzer) op. 175 (1856) Gewidmet den Medizinstudenten der Universität Wien.
- Armen-Ball-Polka op. 176 (1856), geschrieben für den Armen-Ball in Schwenders Colosseum
- Juristenball-Tänze (Walzer) op. 177 (1856) Gewidmet den Jurastudenten der Universität Wien.
- Sans-souci-Polka op. 178 (1856)
- Abschieds-Rufe (Walzer) op. 179 (1856), gewidmet dem österreichisch-ungarischen Komponisten Franz Liszt
- Libellen-Walzer (Walzer) op. 180 (1856) Gewidmet den techn. Studenten der Universität Wien.
- Großfürstin Alexandra (Walzer) op. 181 (1856), gewidmet der russischen Großfürstin Alexandra Iosifowna
- L’Inconnue  Polka française op. 182 (1856)
- Krönungs-Marsch op. 183 (1856), geschrieben zur Krönung des Zaren Alexander II. von Russland
- Krönungslieder (Walzer) op. 184 (1856), gewidmet der russischen Kaiserin Marija Alexandrowna
- Strelna-Terrassen-Quadrille op. 185 (1856), uraufgeführt in Pawlowsk
- Demi-Fortune-Polka -française op. 186 (1857), geschrieben für den Künstler-Ball im Sperl
- Une Bagatelle-Polka -Mazur op. 187 (1857), geschrieben für den Aurora-Ball im Sperl
- Herzel-Polka op. 188 (1857), geschrieben für den Wohltätigkeitsball im Sperl
- Paroxysmen (Walzer) op. 189 (1857) Gewidmet den Medizinstudenten der Universität Wien.
- Etwas Kleines Polka française op. 190 (1857)
- Controversen (Walzer) op. 191 (1857) Gewidmet den Jurastudenten der Universität Wien.
- Wien, mein Sinn! (Walzer) op. 192 (1857)
- Phänomene op. 193 (1857) Gewidmet den technischen Studenten der Universität Wien
- La Berceuse (Quadrille) op. 194 (1857)
- Telegrafische Depeschen (Walzer) op. 195 (1857), in der russischen Edition gewidmet Johann Promberger (1810–1890)
- Olga-Polka op. 196 (1857), gewidmet der Erzherzogin Olga Fjodorowna von Baden (1839–1891)
- Spleen-Polka Polka-Mazur op. 197 (1857)
- Alexandrine-Polka op. 198 (1857), Uraufführung in Pawlowsk, Wiener Erstaufführung im Gasthaus Zum Großen Zeisig am Spittelberg
- Le beau monde (Quadrille) op. 199 (1857)
- Souvenir de Nizza (Walzer) op. 200 (1857)
- Künstler-Quadrille op. 201 (1858), geschrieben für den Künstler-Ball im Sofiensaal und gewidmet den Künstlern Wiens. Nach Motiven großer klassischer und romantischer Komponisten.
- L’Enfantillage-Polka (Zäpperl Polka) op. 202 (1858), geschrieben für den Wohltätigkeitsball im Sofiensaal
- Hellenen-Polka (schnell) op. 203 (1858), geschrieben für den Griechen-Ball im Sperl und gewidmet der Maria Freiin von Sina zu Hodos und Kizdia
- Vibrationen (Walzer) op. 204 (1858) Gewidmet den Medizinstudenten der Universität Wien
- Die Extravaganten (Walzer) op. 205 (1858)
- Concordia-Polka -Mazur op. 206 (1858), geschrieben für den Protestanten-Ball im Redoutensaal
- Cycloiden (Walzer) op. 207 (1858) Gewidmet den techn. Studenten der Universität Wien.
- Jux-Brüder (Walzer) op. 208 (1858)
- Spiralen (Walzer) op. 209 (1858)
- Abschied von St. Petersburg (Walzer) op. 210 (1858)
- Champagner-Polka (Musikalischer Scherz) op. 211 (1858), gewidmet Carl Freiherr von Bruck
- Fürst-Bariatinsky-Marsch op. 212 (1858), gewidmet dem russischen Fürsten Alexander Iwanowitsch Bariatinsky (1814–1879)
- Bonbon-Polka (française) op. 213 (1858)
- Tritsch-Tratsch-Polka op. 214 (1858)
- Gedankenflug (Walzer) op. 215 (1858)
- Hell und voll (Walzer) op. 216 (1859) Gewidmet den Medizinstudenten der Universität Wien.
- La Favorite-Polka  (française) op. 217 (1858)
- Irrlichter (Walzer) op. 218 (1859) Gewidmet den Ingenieurstudenten der Universität Wien.
- Auroraball-Polka (française) op. 219 (1859)
- Deutsche (Walzer) op. 220 (1859)
- Promotionen (Walzer) op. 221 (1859) Gewidmet den Jurastudenten der Universität Wien
- Nachtigall-Polka op. 222 (1859), uraufgeführt in Ungers Casino, der ersten Wiener Singspielhalle
- Schwungräder (Walzer) op. 223 (1859) Gewidmet den Ingenieurstudenten der Universität Wien.
- Dinorah-Quadrille op. 224 (1859), nach Themen von Giacomo Meyerbeers Oper Dinorah oder die Wallfahrt nach Ploërmel
- Gruß an Wien (Polka) Polka française op. 225 (1859), uraufgeführt im Volksgarten
- Der Kobold Polka-Mazur op. 226 (1859)
- Reiseabenteuer (Walzer) op. 227 (1859)
- Niko-Polka op. 228 (1859), gewidmet Niko Dadiani, Fürst von Mingrelien (1847–1903)
- Jäger-Polka Polka française op. 229 (1859) komponiert und uraufgeführt in Pawlowsk in Russland.
- Kammerball-Polka op. 230
- Drollerie-Polka op. 231
- Lebenswecker (Walzer) op. 232 (1860) Gewidmet den Medizinstudenten der Universität Wien.
- Sentenzen (Walzer) op. 233 (1860)  Gewidmet den Jurastudenten der Universität Wien
- Accelerationen (Walzer) op. 234 (1860), geschrieben für den Ingenieurstudenten-Ball im Sofiensaal und gewidmet den Ingenieurstudenten in Wien
- Immer heiterer (Walzer) op. 235 (1860)
- Orpheus-Quadrille op. 236 (1860), uraufgeführt im Gasthaus Zum Großen Zeisig am Spittelberg. Nach Motiven der Operette Orpheus in der Unterwelt von Jacques Offenbach.
- Taubenpost Polka française op. 237
- Die Pariserin Polka française op. 238
- Polka-Mazurka champêtre Polka Mazurka op. 239
- Maskenzug-Polka Polka française op. 240
- Fantasieblümchen Polka Mazurka op. 241
- Bijoux-Polka française op. 242
- Romanze Nr. 1 op. 243 (1860), gewidmet Ekaterine Dadiani, Prinzessin von Mingrelien (1816–1882)
- Diabolin-Polka op. 244
- Thermen (Walzer) op. 245 (1861), geschrieben für den Medizinstudenten-Ball im Sofiensaal und gewidmet den Medizinstudenten in Wien
- Rokonhangok (Sympathieklänge) Polka française op. 246 (1861), geschrieben für den Ungarische-Studenten-Ball im Dianasaal und gewidmet der ungarischen, in Wien studierenden Jugend; heute zumeist als Sympathienklänge bezeichnet
- Grillenbanner, (Walzer (im Ländlerstil)) op. 247 (1861), gewidmet dem österreichischen Generalmajor Prinz Leopold von Sachsen-Coburg und Gotha
- Camelien-Polka (schnell) op. 248 (1861), geschrieben für den Camelien-Ball im Dianasaal
- Hesperus-Polka op. 249 (1861)
- Wahlstimmen (Walzer) op. 250 (1861) Gewidmet den Jurastudenten der Universität Wien
- Klangfiguren (Walzer) op. 251 (1861) gewidmet den techn. Studenten der Universität Wien
- Dividenden (Walzer) op. 252  (1861)
- Schwärmereien, (Konzertwalzer) op. 253 (1861), gewidmet dem russischen Komponisten Anton Rubinstein
- Neue Melodien-Quadrille op. 254 (1861) Nach Opernmotiven von Giuseppe Verdi, Gaetano Donizetti und Vincenzo Bellini.
- St. Petersburg (Quadrille) op. 255 (1861), Quadrille über russische Themen, uraufgeführt in Pawlowsk  (Op. 255 ist doppelt vergeben)
- Romanze Nr. 2 op. 255 (1860), gewidmet Prinzessin Elisabeth von Sachsen-Altenburg (Opus 255 ist doppelt vergeben)
- Veilchen op. 256  (1861) Mazurka über russische Themen.
- Perpetuum Mobile (Ein Musikalischer Scherz) op. 257 (1861)
- Secunden-Polka (française) op. 258 (1861), gewidmet Joseph Hellmesberger senior
- Chansonette-Quadrille op. 259 (1861), über Themen von französischen Balladen
- Furioso-Polka (quasi Galopp) op. 260 (1861)
- Die ersten Curen (Walzer) op. 261 (1862) Gewidmet den Medizinstudenten der Universität Wien.
- Colonnen (Walzer) op. 262 (1862) Gewidmet den Jurastudenten der Universität Wien.
- Studenten-Polka française op. 263 (1862), geschrieben für den Studentenball im Redoutensaal und gewidmet den Studenten in Wien
- Patronessen (Walzer) op. 264 (1862)
- Motoren (Walzer)  op. 265 (1862) Gewidmet den techn. Studenten der Universität Wien.
- Lucifer-Polka (schnell) op. 266
- Concurrenzen (Walzer) op. 267 (1862)
- Wiener Chronik (Walzer) op. 268 (1862)
- Demolirer-Polka française op. 269
- Carnevals-Botschafter (Walzer) op. 270 (1862)
- Bluette (Polka) op. 271 (1862), geschrieben für den Maskenball vor dem St.-Katharinen-Tag, dem Kathreintanz im Redoutensaal, und gewidmet seiner ersten Frau Henriette Strauss
- Un ballo in maschera, Quadrille op. 272 (1862), über Themen von Verdis Oper Ein Maskenball
- Leitartikel (Walzer) op. 273 (1863), geschrieben für den Concordia-Ball im Sofiensaal und gewidmet dem Presseclub Concordia
- Patrioten-Polka op. 274
- Lieder-Quadrille op. 275 (1863), nach deutschen Volksliedern
- Bauern-Polka française op. 276
- Invitation a la Polka-Mazur op. 277
- Faust-Quadrille (1864), nur in Russland veröffentlicht. Nach Motiven der Oper Faust von Charles Gounod zusammengesetzt. Inoffiziell gelegentlich als Opus 277 geführt. Die Nummer ist aber bereits besetzt.
- Neues Leben Polka française op. 278 (1863)
- Morgenblätter (Walzer) op. 279 (1864), ein Jahr später für den gleichen Anlass und mit derselben Widmung geschrieben
- Juristenball-Polka (schnell) op. 280
- Vergnügungszug Polka (schnell) op. 281 (1864), geschrieben für den Ball der Industrie-Gesellschaften im Redoutensaal
- Gut bürgerlich française op. 282
- Saison-Quadrille op. 283 (1864) Nach Motiven musikalischer Bühnenwerke der Wiener Theaterspielzeit 1863–64.
- Deutscher Krieger-Marsch op. 284 (1864)
- Studentenlust (Walzer) op. 285 (1864), gewidmet den Patronessen des Studenten-Balls im Redoutensaal
- Patronessen-Polka française op. 286
- Verbrüderungs-Marsch op. 287 (1864), gewidmet dem preußischen König Wilhelm I., dem späteren Deutschen Kaiser
- Newa-Polka (française) op. 288 (1864), uraufgeführt in Pawlowsk, aber gewidmet der Königin von Spanien Isabella II.
- Persischer Marsch op. 289 (1864), gewidmet dem Schah von Persien Nasreddin
- Quadrille sur des airs français op. 290 (1864) Nach französischen Melodien.
- ’s gibt nur a Kaiserstadt, ’s gibt nur a Wien Schnellpolka op. 291
- Aus den Bergen (Walzer) op. 292 (1864), gewidmet dem österreichischen Musikkritiker Eduard Hanslick
- Feuilleton (Walzer) op. 293 (1865), Anlass und Widmung wie in opp. 273 und 279
- Proceß-Polka (schnell) op. 294 (1865), geschrieben für den Jus-Studenten-Ball im Redoutensaal und gewidmet den Jus-Studenten in Wien
- Bürgersinn (Walzer) op. 295 (1865), gewidmet dem Repräsentativ-Komitee des Bürger-Balls im Redoutensaal
- Episode-Polka (française) op. 296 (1865), gewidmet dem Repräsentativ-Komitee des Studentenballs
- Electrofor-Polka op. 297, geschrieben für den Ingenieurstudenten-Ball im Redoutensaal und gewidmet den Ingenieurstudenten in Wien
- Hofball-Tänze (Walzer) op. 298 (1865), geschrieben für den Hofball in der Hofburg und gewidmet dem Kaiser von Russland Alexander II.
- Die Afrikanerin (Quadrille) op. 299 (1865) Nach Motiven der Oper L’Africaine (Die Afrikanerin) von Giacomo Meyerbeer zusammengesetzt.
- Flugschriften (Walzer) op. 300 (1865), Anlass und Widmung wie in opp. 273, 279 und 293
- Kreuzfidel  (Polka) op. 301 (1865)
- Die Zeitlose Polka (française) op. 302 (1865)
- Bal champêtre (Quadrille) op. 303 (1865)
- Kinderspiele (Polka) (française) op. 304 (1865), geschrieben für ein Hofkonzert in der Hofburg
- Damenspende (Polka) op. 305 (1866), uraufgeführt beim Studentenball im Redoutensaal
- Bürgerweisen (Walzer) op. 306, Anlass und Widmung wie in op. 295
- Wiener Bonbons (Walzer) op. 307 (1866), gewidmet der österreichischen Salonnière Fürstin Pauline von Metternich
- Par force! (schnell) op. 308 (1866), uraufgeführt bei Ball für die Blinden im Redoutensaal
- Sylphen-Polka op. 309 (1866), geschrieben für den Hesperus-Ball im Dianasaal
- Tändelei Polka-Mazur op. 310 (1866)
- Express-Polka (schnell) op. 311 (1866)
- Feenmärchen (Walzer) op. 312 (1866)
- Wildfeuer Polka (française) op. 313 (1866)
- An der schönen blauen Donau (Walzer) op. 314 (1867)
- Lob der Frauen Polka-Mazur op. 315 (1867)
- Künstlerleben (Walzer) op. 316 (1867), geschrieben für den Hesperus-Ball im Dianasaal und gewidmet dem Hesperus-Ball-Komitee
- Postillon d’amour Polka (française) op. 317 (1867)
- Telegramme (Walzer) op. 318 (1867), Anlass und Widmung wie in opp. 273, 279, 293 und 300
- Leichtes Blut Polka (schnell) op. 319 (1867)
- Figaro-Polka op. 320 (1867), uraufgeführt bei der Weltausstellung in Paris und gewidmet Hippolyte de Villemessant (1810–1879), Gründer der Zeitung Le Figaro
- Die Publicisten (Walzer) op. 321 (1868), selbiges wie oben
- Stadt und Land Polka-Mazur op. 322 (1868), gewidmet der Österreichischen Gartenbau-Gesellschaft
- Ein Herz, ein Sinn Polka-Mazur op. 323 (1868), gewidmet dem Komitee des Bürgerballs
- Unter Donner und Blitz Polka (schnell) op. 324 (1868) ursprünglich aufgeführt als „Sternschnuppe“, geschrieben für den Hesperus-Ball im Dianasaal
- Geschichten aus dem Wienerwald (Walzer) op. 325 (1868), gewidmet dem Prinzen und General Konstantin zu Hohenlohe-Schillingsfürst
- Freikugeln Polka (schnell) op. 326 (1868)
- Le premier jour de bonheur (Quadrille) op. 327 (1868), gewidmet der Österreichischen Gartenbau-Gesellschaft. Nach Motiven der Oper Le premier jour de bonheur (Ein Tag des Glücks) von Daniel-François-Esprit Auber zusammengestellt.
- Sängerslust-Polka (française)op. 328 (1868), gewidmet dem Wiener Männergesang-Verein
- Erinnerung an Covent-Garden (Walzer) op. 329 (1867), uraufgeführt daselbst
- Fata Morgana Polka-Mazur op. 330 (1869)
- Illustrationen (Walzer) op. 331 (1869), Anlass und Widmung wie in opp. 273, 279, 293, 300 und 321
- Éljen a Magyar! Polka (schnell) op. 332 (1869), gewidmet der Österreichischen Gartenbau-Gesellschaft und der Ungarischen Nation
- Wein, Weib und Gesang (Walzer) op. 333 (1869), gewidmet dem österreichischen Dirigenten Johann von Herbeck
- Königslieder (Walzer) op. 334 (1869), gewidmet der Österreichischen Gartenbau-Gesellschaft und König Luís I. von Portugal (1838–1889)
- Egyptischer Marsch op. 335 (1869), gewidmet Großherzog Friedrich I. von Baden (Widmung 1871 hinzugefügt)
- Im Krapfenwald’l (Polka) op. 336 (1869)
- Von der Börse Polka (française) op. 337 (1869), geschrieben für den Concordia-Ball im Sofiensaal und gewidmet dem Presseclub Concordia
- Slovianka-Quadrille op. 338 (1869), über russische Melodien
- Louischen Polka (francaise) op. 339 (1869)
- Freuet euch des Lebens (Walzer) op. 340 (1870), gewidmet der Gesellschaft der Musikfreunde in Wien und 1873 dem – abgedankten – König von Spanien Amadeus I.
- Festival-Quadrille op. 341 (1867), über englische Themen, uraufgeführt im Covent Garden, London
- Neu-Wien (Walzer) op. 342 (1870), gewidmet dem Förderer des Musiklebens in Wien Nikolaus Dumba
- Shawl-Polka Polka (française) op. 343 (1871) Nach Motiven aus der Operette Indigo und die 40 Räuber
- Indigo-Quadrille op. 344 (1871), basierend auf seiner Operette Indigo und die vierzig Räuber
- Auf freiem Fuße Polka (française) op. 345. Nach Motiven aus der Operette Indigo und die 40 Räuber
- Tausend und eine Nacht (Walzer) op. 346 (1871) basierend auf seiner Operette Indigo und die 40 Räuber
- Aus der Heimath Polka-Mazur op. 347. Nach Motiven aus der Operette Indigo und die 40 Räuber.
- Im Sturmschritt Polka (schnell) op. 348 (1871) Nach Motiven aus der Operette Indigo und die 40 Räuber.
- Indigo-Marsch op. 349 (1871), basierend auf der Operette Indigo und die vierzig Räuber
- Lust’ger Rath Polka (francaise) op. 350. Nach Motiven aus der Operette Indigo und die 40 Räuber.
- Die Bajadere Polka (schnell) op. 351 (1871), uraufgeführt im Volksgarten. Nach Motiven aus der Operette Indigo und die 40 Räuber.
- Fest-Polonaise op. 352, (1871), gewidmet dem deutschen Kaiser Wilhelm I.
- Russische Marsch-Fantasie op. 353 (1872)
- Wiener Blut (Walzer) op. 354 (1873), auch enthalten in der Operette Wiener Blut (1899), geschrieben für den Ball der Hofoper im Wiener Musikverein und gewidmet dem König von Dänemark Christian IX.
- Im russischen Dorfe Fantasie op. 355 (1872)
- Vom Donaustrande Polka (schnell) op. 356 (1873), basierend auf seiner Operette Der Carneval in Rom
- Carnevalsbilder (Walzer) op. 357 (1873), basierend auf seiner Operette der Karneval in Rom
- Nimm sie hin Polka (francaise) op. 358 Nach Motiven aus der Operette Karneval in Rom
- Gruß aus Österreich Polka-Mazur op. 359. Nach Motiven aus der Operette Karneval in Rom
- Rotunde-Quadrille op. 360 (1873), uraufgeführt im Musikpavillon an der Rotunde im Prater während der Weltausstellung und gewidmet deren Generaldirektor Wilhelm Freiherr von Schwarz-Senborn. Nach Motiven der Strauss Operette Karneval in Rom
- Bei uns z’Haus, (Walzer für Männerchor und Orchester) op. 361 (1873), gewidmet der Mäzenin Fürstin Marie zu Hohenlohe-Schillingsfürst
- Fledermaus-Polka op. 362, nach Motiven der gleichnamigen Operette
- Fledermaus-Quadrille op. 363 (1874), basierend auf seiner Operette Die Fledermaus
- Wo die Citronen blüh’n! (Walzer) op. 364 (1874), uraufgeführt im Teatro Regio in Turin
- Tik-Tak-Polka Polka (schnell) op. 365 (1874), nach Motiven seiner Operette Die Fledermaus
- An der Moldau Polka française op. 366, nach Motiven seiner Operette Die Fledermaus
- Du und Du (Walzer) op. 367 (1874), basierend auf Themen aus der Operette Die Fledermaus
- Glücklich ist, wer vergißt! Polka-Mazurka op. 368 (1874), nach Motiven seiner Operette Die Fledermaus
- Cagliostro-Quadrille op. 369 (1875), basierend auf seiner Operette Cagliostro in Wien
- Cagliostro-Walzer op. 370 (1875), basierend auf seiner Operette Cagliostro in Wien
- Hoch Österreich! (Marsch) op. 371 (1875) basierend auf der Operette Cagliostro in Wien
- Bitte schön Polka française op. 372, nach Motiven der Operette Cagliostro in Wien
- Auf der Jagd Polka (schnell) op. 373, nach Motiven der Operette Cagliostro in Wien
- Licht und Schatten Polka-Mazur op. 374 (1875), gewidmet der österreichisch-britischen Malerin Marianne Preindlsberger-Stokes nach Motiven der Operette Cagliostro in Wien
- O schöner Mai! (Walzer) op. 375 (1877) basierend auf seiner Operette Prinz Methusalem
- Methusalem-Quadrille op. 376 (1877), basierend auf seiner Operette Prinz Methusalem
- I-Tipferl-Polka Polka française op. 377 nach Motiven der Operette Prinz Methusalem
- Banditen-Galopp Polka (schnell) op. 378 (1877) nach Motiven der Operette Prinz Methusalem
- Kriegers Liebchen Polka-Mazur op. 379 nach Motiven der Operette Prinz Methusalem
- Ballsträusschen Polka (schnell) op. 380.
- Kennst du mich? (Walzer) op. 381 (1878) basierend auf seiner Operette  Blinde Kuh
- Pariser-Polka Polka française op. 382 nach Motiven der Operette Blinde Kuh
- Nur fort Polka (schnell) op. 383 nach Motiven der Operette Blinde Kuh
- Opern-Maskenball-Quadrille op. 384 (1879), basierend auf seiner Operette Blinde Kuh
- Waldine Polka-Mazurka op. 385 nach Motiven der Operette Blinde Kuh
- Frisch heran Polka (schnell) op. 386
- Ins Centrum (Walzer) op. 387 (1880)
- Rosen aus dem Süden (Walzer) op. 388 (1880), basierend auf seiner Operette Das Spitzentuch der Königin und gewidmet dem König von Italien Humbert I.
- Burschenwanderung Polka française op. 389
- Nordseebilder (Walzer) op. 390 (1880)
- Gavotte der Königin op. 391 basierend auf Motiven aus der Operette Das Spitzentuch der Königin
- Spitzentuch-Quadrille op. 392 (1881), basierend auf seiner Operette Das Spitzentuch der Königin
- Stürmisch in Lieb’ und Tanz Schnell-Polka op. 393 (1881), geschrieben für den Concordia-Ball des Presseclubs Concordia im Sofiensaal. Nach Motiven der Operette Das Spitzentuch der Königin
- Liebchen schwing Dich Polka-Mazurka op. 394. Nach Motiven der Operette Das Spitzentuch der Königin
- Myrthenblüthen, (Walzer für Männerchor und Orchester) op. 395 (1881), gewidmet dem Kronprinzen Rudolf von Österreich-Ungarn und seiner Gemahlin Prinzessin Stephanie von Belgien
- Jubelfest-Marsch op. 396 (1881), gewidmet Kronprinz Rudolf von Österreich-Ungarn zur Heirat mit Stephanie von Belgien
- Der lustige Krieg (Marsch) op. 397 (1882), nach der gleichnamigen Operette
- Frisch ins Feld (Marsch) op. 398 (1882), gewidmet dem Herzog-Adolph von Nassau-Infanterieregiment Nr. 15, basierend auf der Operette Der lustige Krieg
- Was sich liebt, neckt sich Polka française op. 399. Nach Motiven der Operette Der lustige Krieg
- Kuß-Walzer op. 400 (1882), gewidmet seiner zweiten Frau Angelika, geb. Dittrich (1850–1919); nach der Scheidung im selben Jahre wurde die Widmung entfernt
- Der Klügere gibt nach Polka-Mazurka op. 401. Nach Motiven der Operette Der lustige Krieg
- Der lustige Krieg (Quadrille) op. 402 (1882), Quadrille über Themen seiner Operette Der lustige Krieg
- Entweder – oder Schnell-Polka op. 403. Nach Motiven der Operette Der lustige Krieg
- Violetta Polka française op. 404. Nach Motiven der Operette Der lustige Krieg
- Nord und Süd Polka-Mazurka op. 405. Nach Motiven der Operette Der lustige Krieg
- Matador-Marsch op. 406 (1882) basierend auf der Operette Das Spitzentuch der Königin
- Italienischer Walzer op. 407 (1881) nach Motiven der Operette Der lustige Krieg
- Habsburg hoch! (Marsch) op. 408 (1882), geschrieben zu den Feierlichkeiten „600 Jahre Haus Habsburg“
- Rasch in der That Schnell-Polka op. 409 (1883)
- Frühlingsstimmen (Walzer) op. 410 (1883)
- Lagunen-Walzer op. 411 (1883) basierend auf der Operette Eine Nacht in Venedig
- Pappacoda-Polka Polka française op. 412. Nach Motiven der Operette Eine Nacht in Venedig
- So ängstlich sind wir nicht Schnell-Polka op. 413. Nach Motiven der Operette Eine Nacht in Venedig
- Die Tauben von San Marco Polka française op. 414. Nach Motiven der Operette Eine Nacht in Venedig
- Annina Polka-Mazurka op. 415. Nach Motiven der Operette Eine Nacht in Venedig
- Eine Nacht in Venedig (Quadrille) nach Motiven der komischen Oper „Eine Nacht in Venedig“ op. 416 (1884), uraufgeführt beim Hofball in der Hofburg
- Brautschau-Polka Op. 417. Nach Motiven der Operette Der Zigeunerbaron
- Schatz-Walzer op. 418 (1885) basierend auf der Operette Der Zigeunerbaron
- Kriegsabenteuer Schnell-Polka op. 419. Nach Motiven der Operette Der Zigeunerbaron
- Die Wahrsagerin Polka-Mazurka op. 420. Nach Motiven der Operette Der Zigeunerbaron
- Husaren-Polka op. 421. Nach Motiven der Operette Der Zigeunerbaron
- Zigeunerbaron-Quadrille op. 422 (1886), nach seiner Operette Der Zigeunerbaron, aufgeführt beim Concordia-Ball und gewidmet dem Presseclub Concordia
- Wiener Frauen (Walzer) op. 423 (1886), uraufgeführt in Sankt Petersburg, Wiener Erstaufführung 1887 beim Concordia-Ball im Sofiensaal
- Adelen-Walzer op. 424 (1886), gewidmet seiner dritten Frau Adele, geb. Deutsch (1856–1930)
- An der Wolga Polka-Mazurka op. 425.
- Russischer Marsch op. 426 (1886), gewidmet dem Zaren Alexander III. von Russland
- Donauweibchen (Walzer) op. 427 (1887), basierend auf seiner Operette Simplicius
- Reitermarsch (1887) op. 428 (1887)
- Simplicius-Quadrille op. 429 (1888), basierend auf seiner Operette Simplicius
- Soldatenspiel Polka française op. 430. Nach Motiven der Operette Simplicius
- Lagerlust Polka-Mazurka op. 431. Nach Motiven der Operette Simplicius
- Muthig Voran Schnell-Polka op. 432. Nach Motiven der Operette Simplicius
- Spanischer Marsch op. 433 (1888), gewidmet Maria Christina von Österreich, Regentin von Spanien
- Kaiser-Jubiläum (Walzer). Jubel-Walzer op. 434 (1888), uraufgeführt am 2. Dezember im Musikverein zum 40-jährigen Thronjubiläum von Kaiser Franz Joseph I.
- Sinnen und Minnen (Walzer) op. 435 (1888), gewidmet der Königin von Rumänien Elisabeth zu Wied
- Auf zum Tanze Schnell-Polka op. 436.
- Kaiser-Walzer op. 437 (1888)
- Rathausball-Tänze (Walzer) op. 438 (1890), uraufgeführt in Neuen Wiener Rathaus und gewidmet der Stadt Wien
- Durchs Telephon Polka op. 439
- Groß-Wien (Walzer), Walzer für Männerchor und Orchester op. 440 (1891), gewidmet Erzherzog Karl Ludwig von Österreich
- Pásmán-Walzer (1892), basierend auf seiner Oper Ritter Pásmán (op. 441)
- Unparteiische Kritiken Polka-Mazurka op. 442
- Seid umschlungen Millionen (Walzer) op. 443 (1892, uraufgeführt 1893), gewidmet dem Komponisten Johannes Brahms
- Märchen aus dem Orient (Walzer) op. 444 (1892), gewidmet dem Sultan des Osmanischen Reiches Abdülhamid II.
- Herzenskönigin Polka française op. 445 (op Nummer zwei Mal vergeben)
- Ninetta-Walzer op. 445 (1893) Nach Motiven aus der Operette Fürstin Ninetta (op Nummer zwei Mal vergeben)
- Ninetta-Quadrille op. 446 (1893), basierend auf seiner Operette Fürstin Ninetta
- Ninetta-Marsch op. 447 basierend auf der Operette Fürstin Ninetta
- Diplomaten-Polka op. 448. Nach Motiven der Operette Fürstin Ninetta
- Neue Pizzicato-Polka op. 449 (1893). Nach Motiven der Operette Fürstin Ninetta
- Ninetta-Galopp op. 450 basierend auf Motiven aus der Operette Fürstin Ninetta
- op. 451  ist unbesetzt
- Fest-Marsch (1893) op. 452 (1893), gewidmet Ferdinand I., Zar von Bulgarien
- Hochzeitsreigen (Walzer) op. 453 (1893), gewidmet Prinzessin Marie Louise von Bourbon-Parma zu ihrer Hochzeit mit Fürst Ferdinand I., dem späteren König von Bulgarien
- Auf dem Tanzboden Musikalische Illustration op. 454 Dem Maler Franz Defregger gewidmet
- Ich bin dir gut! (Walzer) op. 455 (1894) Nach Motiven der Operette Jabuka
- Živio! (Marsch) op. 456 (Prost!) (1894), basierend auf Motiven der Operette Jabuka. Nur im Klavierauszug erstellt von Kapellmeister Roth erschienen. Eigentlich kein originales Strauss Werk.
- Das Comitat geht in die Höh! Schnell-Polka op. 457. Nach Motiven der Operette Jabuka
- Tanze mit dem Besenstiel Polka française op. 458. Nach Motiven der Operette Jabuka
- Sonnenblume Polka-Mazurka op. 459. Nach Motiven der Operette Jabuka
- Jabuka-Quadrille op. 460 (1894), basierend auf seiner Operette Jabuka (Das Apfelfest)
- Gartenlaube-Walzer op. 461 (1895), gewidmet den Lesern der Zeitschrift Die Gartenlaube
- Klug Gretelein (Walzer) op. 462 (1895), geschrieben zum 25-jährigen Jubiläum des Wiener Musikvereins
- Trau, schau, wem! (Walzer) op. 463 (1895), basierend auf seiner Operette Waldmeister und gewidmet dem deutschen Maler Franz von Lenbach
- Herrjemineh Polka française op. 464. Nach Motiven der Operette Waldmeister
- Liebe und Ehe Polka-Mazurka op. 465. Nach Motiven der Operette Waldmeister
- Klipp-Klapp-Galopp Schnell-Polka op. 466. Nach Motiven der Operette Waldmeister
- Es war so wunderschön (Marsch) op 467, basierend auf der Operette Waldmeister
- Waldmeister-Quadrille op. 468 (1896), basierend auf seiner Operette Waldmeister
- Hochzeits-Präludium op. 469 Komponiert anlässlich der Hochzeit von Alice, der Stieftochter des Komponisten.
- Deutschmeister-Jubiläums-Marsch op. 470 (1896), gewidmet dem Infanterie-Regiment Hoch- und Deutschmeister Nr. 4
- Heut’ ist heut’’ (Walzer) op. 471 (1897), basierend auf seiner Operette Die Göttin der Vernunft und gewidmet dem Porträtmaler Leopold Horovitz
- Nur nicht mucken Polka française op. 472. Nach Motiven der Operette Die Göttin der Vernunft
- Wo uns’re Fahne weht (Marsch) op. 473 (1897) basierend auf Motiven aus der Operette Die Göttin der Vernunft
- Da nicken die Giebel Polka-Mazurka op. 474. Nach Motiven der Operette Die Göttin der Vernunft
- Frisch gewagt Galopp op. 475 basierend auf Motiven der Operette Die Göttin der Vernunft
- Göttin der Vernunft (Quadrille) op. 476 (1898), seine letzte Quadrille, uraufgeführt beim Architekten-Ball im Sofiensaal
- An der Elbe (Walzer) op. 477 (1897), sein letzter Walzer
- Auf’s Korn  (Marsch) op. 478 (1898), Bundesschützen-Marsch für Chor und Orchester
- Klänge aus der Raimundzeit Musikalisches Vorspiel, op. 479